# The History of Middle-earth
Die zwölfbändige historisch-kritische Editionsreihe The History of Middle-earth (Die Geschichte Mittelerdes, häufig mit HoME abgekürzt) ist eine Sammlung von Texten, die nach dem Tod J. R. R. Tolkiens von dessen Sohn Christopher Tolkien veröffentlicht wurde.
Sie stellen die Entwicklung der Welt Tolkiens von den frühesten Entwürfen bis nach der Niederschrift des Herrn der Ringe dar. Tolkien begann mit der Aufzeichnung seiner Geschichten bereits in den Jahren 1916/1917. Diese ersten Entwürfe wurden jedoch erst Anfang der 1980er-Jahre in zwei Teilen (The Book of Lost Tales; Band 1 und 2 der History of Middle-Earth) durch seinen Sohn Christopher Tolkien veröffentlicht, als das Interesse an Tolkiens Werk wuchs. Das Buch der Verschollenen Geschichten stellt eine Frühform der Tolkienschen Mythologie dar, wie sie später im Silmarillion von Christopher Tolkien erzählt wird. Diese Geschichten werden mit der Mythologie und der Geschichte Großbritanniens sowie der verschiedenen Völker, die es besiedelten, in Zusammenhang gebracht. Die späteren Bände (insbesondere die Bände 6 bis 9) beleuchten vor allem die Entstehung des Herrn der Ringe. Sie enthalten frühe Versionen der dortigen Kapitel und dienen so als Hilfsmittel für die wissenschaftliche Beschäftigung mit Tolkiens Werken. Die Bände 10 bis 12 stellen die Entwicklung der Mythologie nach der Veröffentlichung des Herrn der Ringe dar.

## Bände
Die History of Middle-earth umfasst folgende Originaltitel:
1. The Book of Lost Tales, part I
2. The Book of Lost Tales, part II
3. The Lays of Beleriand
4. The Shaping of Middle-earth
5. The Lost Road and Other Writings
6. The Return of the Shadow
7. The Treason of Isengard
8. The War of the Ring
9. Sauron Defeated
10. Morgoth’s Ring
11. The War of the Jewels
12. The Peoples of Middle-earth

Ergänzend erschienen:
- The History of Middle-earth Index

Band 1 und 2 sind als deutsche Ausgaben, nach einer Übersetzung von Hans J. Schütz, unter dem Namen Das Buch der Verschollenen Geschichten im Klett-Cotta Verlag erschienen. Hier wird von der Entstehung der Welt Arda bis zum Ende des Ersten Zeitalters berichtet.
Die History of Middle-earth dokumentiert die Entwicklung von Tolkiens Mythologie über einen Zeitraum von über 50 Jahren, was unter anderem zur Folge hat, dass die Namen zahlreicher Orte und Figuren sich im Lauf der Jahre und Versionen ändern. Dieser Artikel verwendet der besseren Verständlichkeit wegen (außer in Zitaten oder wenn anders vermerkt) die Form, die aus dem Herrn der Ringe bzw. dem Silmarillion bekannt ist.

## Band 1
Im Vorwort erklärt der Autor Christopher Tolkien ausführlich den Zweck der beiden Bände.

### Die Hütte des Vergessenen Spiels
Die Hütte des Vergessenen Spiels stellt den Beginn der Verschollenen Geschichten dar und erzählt von Eriol, einem Seefahrer, der mit seinem Schiff weit in den Westen verschlagen wurde und dort die einsame Insel (Tol Eressëa) erreicht. Hier begibt er sich in die Mitte der Insel und kommt in den Ort Kortirion (Turm von Kôr), wo er die Hütte des Vergessenen Spiels erreicht. Da der Tag sich dem Ende nähert, bittet er dort um Einlass. Man geleitet ihn an das Feuer der Geschichten, an dem jeden Abend Legenden oder Sagen vorgetragen werden. Dort erzählt Vairë, die Herrin dieses Hauses, ihm von der Olórë Mallë, dem ‚Pfad der Träume‘, und einem Ort nahe Valinor, wo die Hütte der Kinder und des behüteten Spieles stand, also das Gegenstück zur Hütte des Vergessenen Spiels.
Der Abschnitt wird durch Anmerkungen ergänzt, gefolgt von dem Gedicht You and me and the Cottage of Lost Play in englischer Sprache und als Übersetzung („Du und Ich und die Hütte des Vergessenen Spiels“) in mehreren Fassungen. Der endgültige Titel ist die elbische Entsprechung für die Hütte des Vergessenen Spiels ‚Mar Vanwa Tyaliéva‘.
Ebenso ausführlich wird ein weiteres Gedicht beschrieben, das Kortirion among the Trees heißt, ‚Kortirion unter den Bäumen‘. In der späteren Fassung tragen die einzelnen Entwürfe des Gedichts elbische Titel. Alalminórë ‚Ulmenland‘ ist die Provinz, in der Kortirion liegt (es wird mit Warwickshire gleichgesetzt). Narquelion ‚Sonnenschwund‘, was die Herbstzeit bedeutet, Hrívion ‚vom Winter‘, oder der letzte Vers Mettanyë, was in etwa ‚Schlusswort‘ oder ‚Fazit‘ meint.

### Die Musik der Ainur
Hier geht die Geschichte von Eriol weiter. An einem anderen Tag trifft er auf Rúmil, der in den Gärten unter seinem Fenster vorbeikommt. Rúmil versteht die Sprachen aller Wesen der Welt und kennt viele Geschichten. Also erzählt er Eriol von jenen Dingen, die nie zuvor ein Mensch erfahren hatte; von Ilúvatar ‚Allschaffender Vater‘ und der Erschaffung der Welt.

### Die Ankunft der Valar und die Gründung Valinors
Am selben Abend erzählt Rúmil am Feuer der Geschichten darüber, wie die Ainur, die von da an die Valar genannt wurden, nach Arda gelangten. Aber einer von ihnen, der Melko (oder Melkor) genannt wurde und der mächtigste unter ihnen war, versuchte diese Welt und alle Dinge, die die übrigen Valar ersonnen, zu zerstören. Sie stellten ihn zur Rede, er versprach Besserung und einige glaubten ihm, so dass sie ihn ziehen ließen. Sie erlaubten ihm, zwei hohe Säulen herzustellen, bündelten das Licht und setzten auf die im Norden ein silbernes und im Süden ein goldenes Licht. Doch Melkor hatte sie betrogen, denn die Säulen bestanden aus Eis und schmolzen dahin und die Leuchten wurden zerstört. Daraufhin begann eine lange Dunkelheit, die als die erste Nacht bezeichnet wurde.
In dieser Finsternis gelangten die Valar nach Aman und errichteten dort ihren Wohnsitz Valinor. Jeder von ihnen schuf sich ein eigenes Refugium; Manwë und Varda auf dem Berg Taniquetil, Namo seine Hallen, die Mandos hießen, oder Irmo, dessen schöne Gärten Lórien genannt wurden. Melkor blieb jedoch auf dem Kontinent Mittelerde zurück und baute sich die Festung Utumno. Und für eine Weile herrschte Ruhe auf Arda.
In diesem Abschnitt sind zwei Zeichnungen von J. R. R. Tolkien, die frühe Karte, eine Draufsicht auf die Welt Arda und eine Seitenansicht, die den Namen I Vene Kemen ‚Das Schiff der Welt‘ trägt. Und ein weiteres Gedicht, Habbanan beneath the Stars („Habbanan unter den Sternen“). Christopher Tolkien interpretiert dieses als ein Gleichnis für das Fegefeuer, beziehungsweise die Hölle und das Himmelreich.

### Die Einkerkerung Melkors
Eriol hatte einen Traum, in dem er eine wundersame, verzaubernde Musik hörte. Als er Vairë darauf anspricht erzählt sie ihm, dass es keine Traummusik gewesen sei, sondern die liebliche Melodie von Timpinen ‚Zwitschervogel‘, einem Flötenspieler der Solosimpi (‚Küstenpfeifer‘, ein alter Name für die Teleri-Elben). Diese Melodie bewirke es, dass man für immer die Sommerabende und die Sternennächte lieben würde, was das Herz mit Sehnsucht und Wehmut erfülle, erklärt ihm Vairë. Dass die Elben selbst jedoch gegen diese Melancholie einen Trank hätten, der Limpë hieße und den Meril-i-Turinqi ‚Rosenprinzessin‘, die Herrin der Insel, für sie herstelle.
Also bricht Eriol auf, diese in ihrem Garten aufzusuchen und um jenen Trunk zu bitten. Doch sie verweigert es ihm mit dem Hinweis, dass er zunächst noch viel über die Welt und die alten Tage der Menschen oder die Weisheit der Eldar (Elben) lernen müsse, ehe er möglicherweise davon kosten dürfe. Dann erzählt ihm Meril von einer Zeit des Friedens, die Melkors Ketten genannt wird. Als Yavanna Palúrien ‚Fruchtgebende Erdkrustemaid‘ in Mittelerde die Samen verstreute, so dass dort Pflanzen gediehen, erwachten dort ebenfalls uralte Geister und einige kamen aus dem Norden aus Melkors Festung Utumno. Und Melkor selbst brachte die Erde zum Beben und sie zerbrach, so dass einige Teile im Meer versanken.
Daraufhin berieten die Valar sich und Aulë schuf die unzerstörbare Kette Angainor ‚der Bedrücker‘, die er aus sechs unterschiedlichen Metallen verschmolzen hatte. Dazu noch zwei Handschellen Vorotemnar ‚die für immer binden‘ und vier Fußfesseln Ilterendi ‚die Undurchtrennbaren‘. Die Valar rüsteten sich und zogen aus, um Melkor zur Vernunft zu bringen oder gefangen zu nehmen. Und da er nicht zur Einsicht bereit war, legten sie ihn in Fesseln und sperrten ihn für drei Zeitalter in die Hallen von Mandos ein.
Das Kapitel endet mit zwei weiteren Gedichten Tolkiens: Tinfang Warble ‚Zwitschervogel‘ und Over old Hills and Far Away ‚Über alte Berge und weit fort‘.

### Die Ankunft der Elben und die Gründung von Kôr
Eriol fragt Meril, was nach der Loskettung Melkors geschehen sei. Und Meril fährt mit ihrer Erzählung fort. Melkor hatte seine Strafe beinahe abgesessen, als Manwë eines Tages Varda verkündete, dass die Eldar endlich erwacht seien. Diese ging zu Aulë und berichtete ihm von dieser Neuigkeit. Daraufhin warf dieser seinen Hammer zu Boden, der auf einen Silberblock krachte, so dass helle Funken aufstoben. Diese Funken waren es, die Varda dazu inspirierten, die Sterne aus flüssigem Silber zu erschaffen und sie setzte unzählige davon an das Firmament. Doch aus den sieben Funken die Aulës Hammer erzeugt hatte, war ein Sternbild entstanden, dass heute als Großer Wagen oder Großer Bär bekannt ist, die Elben nennen es die Sichel der Valar.
Auch Oromë hatte das Erwachen der Elben bemerkt und er kehrte mit dem erleichterten Ausruf: „Tulielto! Tulielto!“ ‚Sie sind gekommen!‘ nach Valinor zurück, denn er hatte sie am See von Cuiviénen ‚Wasser des Erwachens‘ selbst erblickt. So wurde Nornorë, der Herold Manwës zu den Elben entsandt, um zunächst ihre drei Anführer Ingwë, Finwë und Elwë nach Valinor zu bringen, damit alle sie mit eigenen Augen sehen könnten und sie von ihren Wünschen und Sorgen erfahren könnten. Und als diese kamen, waren die Valar so entzückt von ihnen, dass sie sich wünschten, die erstgeborenen Kinder Ilúvatars mögen bei ihnen in Valinor leben. So wurde ihnen dieses Angebot von Manwë unterbreitet und Nornorë brachte sie zurück nach Mittelerde, wo sie ihren Völkern vom Segen und der Schönheit dieses Ortes berichteten. So kam es, dass viele der Eldar dem Aufruf der Valar folgten und sie gründeten ihre Stadt Kôr, beschienen von den magischen Bäumen des Lichts und gesegnet durch die Nähe zu den Valar. Hier erschuf nun Fëanor die drei Silmarilli, die selbstleuchtenden Edelsteine, in denen das Licht der Zwei Bäume und der Glanz von Perlmutt eingeschlossen war, die später zum Verhängnis der Elben werden sollten.
Auch hier folgen zwei kleine Gedichte. Kôr – In a City Lost and Dead ‚Kôr – In einer verlassenen und toten Stadt‘ und A Song of Aryador ‚Ein Lied von Aryador‘. (Aryador bedeutet ‚Land des Schattens‘)

### Melkors Diebstahl und die Verdunklung von Valinor
Eriol kehrt zum Haus der Verschollenen Geschichten zurück, um dem Ratschlag Merils zu folgen und weiter zu lernen. Dieses Mal ist es Lindo ‚der Sänger‘, der Gemahl Vairës, der ihm über die nächsten Ereignisse berichtet. Melkor war entlassen worden, musste jedoch noch für sehr lange Zeit als Knecht für Tulkas arbeiten. Das schürte seinen Groll gegen die übrigen Valar und zusätzlich erweckte die zunehmende Geschicklichkeit und Kunstfertigkeit der Noldor-Elben, die sie bei der Herstellung schöner Dinge zeigten, seinen Neid auf diese Schöpfungen. Besonders die Silmaril hatten es ihm angetan. Zunächst versuchte er durch listenreiche Worte und Schmeicheleien an diese Kunstwerke zu gelangen oder sich etwas von ihrem Wissen anzueignen. Doch als er damit keinen Erfolg hatte, begann er ihnen Lügen über die Absichten der Valar zu erzählen. „Nichts als Sklaven seien sie für die Valar, die sie zu ihrem eigenen Gefallen in Valinor einsperrten und ihnen ihr wahres Erbe, die großen weiten Lande von Mittelerde vorenthielten.“ So kam es, dass nicht wenige seinen Worten glaubten und so entstand Unruhe in den Reihen der Noldor und ein Gefühl der Unzufriedenheit breitete sich unter ihnen aus. Doch als Melkor erfuhr, dass einige von ihnen Manwë um Rat fragen wollten, kam er ihnen zuvor und verleumdete sie, indem er sagte, die Elben würden gegen Manwës Herrschaft aufbegehren. Manwë ließ die Noldor ebenfalls vorsprechen. Dann schickte er Melkor für eine Weile zurück nach Mandos und wies Aulë an, den Noldor eine eigene Stadt außerhalb von Kôr zu errichten, damit ihre Unzufriedenheit nicht die anderen Sippen der Eldar anstecken könne.
Als ein großes Fest, zum Andenken an die Ankunft der Elben in Valinor, gefeiert wurde, kam Melkor hervor und beging seine bis dahin schlimmste Tat. Er tötete Bruithwir (später im Silmarillion Finwë, den Vater Fëanors), der gegen die Anordnung der Valar in seiner Stadt zurückgeblieben war, um sie und ihre Schätze zu bewachen. Und Melkor stahl die wertvollsten von ihnen, die Silmarilli. Er floh nach Eruman ‚Einöde‘, einem unbewohnten Landstrich südlich von Valinor. Bruithwir wurde zu Grabe getragen und der Ort, an dem sein Körper ruhte, hieß Cum a Gumlaith ‚der Grabhügel des Ersten Leides‘. Dort am Grabe seines Vaters entstand in Fëanor jener finstere Gedanke, der ihn schließlich zu dem verhängnisvollen Schwur veranlasste, der den Auszug der Noldor aus Valinor zur Folge hatte.
Melkor jedoch war in Eruman auf Ungwë Lianti ‚Weberin der Düsternis‘ (später Ungoliant), die dunkle Schattenspinne gestoßen. Er verbündete sich mit ihr, um sich an den Valar für seine langen Leiden und Erniedrigungen zu rächen. Geschützt durch die Schatten der Spinne schlichen die beiden nach Valinor und zerstörten dort die Zwei Bäume des Lichts. Doch dieses Mal floh er nicht mit der Spinne zurück in den Süden, sondern wandte sich nach Norden und überquerte die Helcaraxë ‚Eisabbruch‘, die eisige Verbindung zwischen Aman und Mittelerde.

### Die Flucht der Noldoli
Fëanor versammelt die Noldor um sich und fordert sie auf, endlich die Ketten der Knechtschaft abzuwerfen und Valinor zu verlassen. Nólemë (später Fingolfin) versucht Fëanor zum Bleiben zu überreden und bittet ihn, zunächst Manwë um Rat zu fragen. Als das auf taube Ohren stößt, und weil er nicht von seinem Volk getrennt werden möchte, folgt er schließlich Fëanor. Was darauf folgte, war die schlimmste Tat der Noldor, die als Sippenmord von Alqualondë in die Geschichte einging, die jedoch niemals in ihren Liedern besungen wurde.
Die Noldor wandten sich der Hafenstadt Alqaluntë (später Alqualondë) ‚Schwanenhafen‘ zu, um die Solosimpi (Teleri) um ihre Unterstützung und um Schiffe zu bitten. Aber diese verweigerten ihnen beides, so dass die Noldor viele von ihnen erschlugen und die Schiffe schließlich raubten. Da aber nicht alle von ihnen auf den Schiffen Platz fanden, marschierten einige über die Helcaraxë, hier Qerkaringa ‚frostiger Golf‘ genannt. Von den Noldor, die auszogen, kamen viele niemals in Mittelerde an.

### Die Geschichte von Sonne und Mond
Eines Abends, als Eriol Lindo am Feuer der Geschichten nach der Entstehung von Sonne und Mond, der Ankunft der Menschen und den Taten der Noldor in Mittelerde fragt, ist zufällig ein Gast zugegen, der Gilfanon a-Davrobel genannt wird, denn er kommt aus jener Gegend der Insel, die ausschließlich von den Noldor bewohnt wird und die in ihrer Sprache Tavrobel ‚Walddorf‘ heißt. Gilfanon ‚Sternenwolke‘ war weit in der Welt herumgekommen und galt als Freund der Kinder der Menschen und als ältester Elb von Tol Eressëa. Lindo rät Eriol, sich an diesen zu wenden und ihn für einige Zeit zu begleiten, danach berichtet er von der Erschaffung von Sonne und Mond.
Als die Valar erfuhren, dass sowohl Melkor als auch die Noldor Valinor verlassen und Mittelerde erreicht hatten, versammelten sie sich, um zu beratschlagen. Vána und viele andere Valiër und Elben sammelten die restliche leuchtende Flüssigkeit ein, die noch in Valinor zu finden war, und begaben sich zu den Bäumen. Dort beim Silberbaum Silpion ‚Silberkirsche‘ sang Lórien mächtige Zaubermelodien und wässerte seine verdorrten Wurzeln mit dem Rest des Silberlichtes, jedoch ohne Erfolg. Ebenso verfuhr Vána mit Laurelin, jedoch waren auch ihre goldenen Gesänge vergeblich. Manwë riet ihnen, all das verbliebene Licht in große Behältnisse einzuschließen und diese, unerreichbar für Melkor, in die Himmelsschichten zu setzen, wo sie auf einer Bahn zwischen Ost und West pendeln sollten.
In einer letzten Anstrengung hat Yavanna versucht, durch ihre mächtigen Gesänge vom Wachstum, der Vergänglichkeit und Wiedergeburt die Bäume zum Sprießen zu bringen. Am Ende war all ihre Kraft aufgebraucht und die Bäume waren so tot wie zuvor. Die Valar verließen diesen Ort, denn all ihre Hoffnung war verloren. Nur Vána umschlang traurig ihren geliebten Baum Laurelin und ihre schmerzlichen Tränen benetzten seine Wurzeln. Und dort, wo ihre erste Träne zu Boden gefallen war, entsprang plötzlich ein zarter Schössling, trieb Knospen und leuchtete in goldenem Licht. Vána begann vor Freude zu singen und die Valar vernahmen es. I-kal antúlien, ‚das Licht ist zurückgekehrt‘. Und aus einer letzten großen Blüte entstand eine gleißende Frucht, aus der Aulë schließlich das Schiff der Sonne formte. Urwendi die Sonnenfrau wurde die Lenkerin von Kalaventë, dem ‚Schiff des Lichtes‘.
Das Licht der neuen Sonne war jedoch so hell und heiß, dass es die Blumen zum Welken brachte, wenn sie für längere Zeit an einem Ort stand. Lórien trauerte noch immer dem kühleren Silberlicht von Silpion nach und begab sich zu ihm, sang ein letztes sehnsüchtiges Lied und berührte seine Wunde mit seiner Hand. Und in diesem Moment erwachte auch Silpion noch ein letztes Mal zum Leben und brachte eine silberne Blüte hervor. Lórien gab ihr den Namen Rose des Silpion. Für diese Blume wurde eine Silberbarke geschmiedet und so wurde der Mond erschaffen. Dieses Gefährt wurde von Ilinsor ‚der Schimmernde‘ gelenkt, den man auch Uolë Kúvion ‚Fluter des Mondes‘ nannte oder den Mann im Mond.
Es folgt noch ein kleines Gedicht, Why the Man in the Moon came down too soon ‚Warum der Mann im Mond viel zu früh herabkam‘.
Siehe auch Die Abenteuer des Tom Bombadil, wo zwei der „Mann-im-Mond“-Gedichte enthalten sind.

### Die Verhüllung von Valinor
Die nächste Geschichte wird von Vairë erzählt. Zunächst fuhren die beiden Schiffe von Sonne und Mond noch auf unsteten Bahnen über den Himmel, ohne jede Ordnung, so wie es den Lenkern gerade in den Sinn kam. Manwë berief eine Versammlung ein. Die Elben fürchteten, jetzt, da Melkor den Rest der Welt beherrschte, sei selbst Valinor kein sicherer Ort mehr, daher taten sie vor Manwë ihre Bedenken kund. Auch viele der Valar sprachen sich für eine Verhüllung Valinors aus, so dass niemand je wieder ihren Frieden stören solle. Nur Ulmo, der die Gabe der Voraussicht besaß, bat um Mitleid und Vergebung für die verbannten Noldor, die so niemals den Weg zurückfinden würden.
Die Valar türmten die Berge im Osten zu unüberwindbaren Höhen auf und Yavanna (Kémi) die Erdkönigin, füllte die Schluchten und Täler mit grausameren Schrecknissen, als selbst Melkors Festung Utumno sie je gesehen hatte. Die Gespinste, die Ungoliant bei ihrem Überfall auf die Zwei Bäume zurückgelassen hatte, breiteten sie über den Ebenen östlich der Bergkette aus, so dass dort eine undurchdringliche, klebrige Dunkelheit herrschte, die sich bis weit in die Bucht ausbreitete und die Schattenmeere bedeckte. Als letztes zertrümmerte Aule mit seinem mächtigen Hammer noch die Eismassen der Helcaraxë, die Landbrücke, die Valinor mit Mittelerde verband und Tulkas riss sie auseinander, so dass sie fortan nicht mehr existierte. Ossë setzte die Verzauberten Inseln ins Meer, um die Bucht von Eldamar ‚Elbenheim‘ zu beschützen.
Lórien erschuf auf Manwës Bitte jenen gewundenen Pfad der Träume (Olórë Mallë), den nur die Valar und Elben beschreiten können oder die Kinder der Menschen, wenn sie noch jung sind und Träumen. Er führte an der Hütte der Kinder der Erde (siehe oben Die Hütte des Vergessenen Spiels) vorbei und über zarte Brücken, wie Nebelschwaden, auf verschlungenen Pfaden über das große Meer. Auch Oromë erbaute eine magische Brücke aus dem goldenen Haar von Vána, und diese erscheint den Menschen und Elben in Mittelerde manchmal, als ein schillernder Regenbogen, wenn einer der Valar über sie wandert, um ihre Welt zu besuchen. Nur noch einen anderen Weg gibt es, der direkt nach Valinor führt, und das ist Qalvanda ‚die Straße des Todes‘, die zu den Hallen von Mandos und Fui Nienna führt.
Vairë berichtet von den Toren am Rande der Welt, durch die die Sonne am Abend in die äußere Finsternis zieht, ehe sie am Morgen durch das Tor im Osten wieder erscheint. Und schließlich erzählt sie noch, wie die Tage, Monate und Jahre entstanden sind. Drei alte Männer erschienen plötzlich bei Manwë und entboten ihm ihren Gruß. Niemand hatte sie je zuvor gesehen und so fragt Manwë, wer sie seien. Sie sahen recht merkwürdig aus, denn einer war klein und dünn, ein anderer von normalem Wuchs und der dritte sehr dick und groß, jedoch alle uralt und von unbeugsamer Stärke. Sie sagten, dass sie Danuin ‚Tag‘, Ranuin ‚Monat‘ und Fanuin ‚Jahr‘ heißen und Brüder sind und ihnen helfen wollten, die Bahnen von Sonne und Mond unter ihre Kontrolle zu bringen. Die Valar willigten ein und nach zweimal zwölf Stunden kehrte Danuin zurück, befestigte ein unsichtbares Seil am Sonnenschiff und ging fort. Nach achtundzwanzig Nächten kam Ranuin, befestigte ein ähnliches Tau am Schiff des Mondes und verschwand. Und nachdem Rána (der Mond) dreizehnmal gewachsen und geschwunden war, tauchte schließlich Fanuin auf. Und sein gewaltiges, unsichtbares Seil befestigte er an beiden Schiffen. Er sprach zu Manwë: „Siehe, o Súlimo, Herr der Götter, das Werk ist vollbracht, und die Schiffe des Lichts sind in die unzerstörbaren Fesseln der Zeit geschlagen, die weder sie selbst noch du jemals zerbrechen und denen sie ebensowenig entfliehen können, obgleich diese Fesseln für alle Lebewesen, die Ilúvatar geschaffen, unsichtbar sind; gleichwohl sind sie die stärksten aller Dinge.“
Nun erschienen Danuin und Ranuin wieder, sie legten die Enden ihrer Seile in Manwës Hände, so dass er von jetzt an das Kommen und Gehen lenken konnte. Fanuins Tau wurde jedoch an einem Felsen des Taniquetil ‚Hoher Weißer Gipfel‘ befestigt, der Gonlath ‚Seilstein‘ genannt wurde. Von da an war alles dem allmählichen Altern unterworfen, selbst die Götter. Denn die drei Männer erklärten, dass sie die Kinder von Aluin, ‚Zeit‘ waren, dem ältesten der Ainur, der Ilúvater untertan war. Mit diesen letzten Worten gingen sie wieder dorthin zurück, woher sie gekommen waren.
Nachdem Vairë ihre Erzählung beendet hat, spricht sie noch eine Prophezeiung über das Ende der Welt aus.

### Gilfanons Geschichte
Sie trägt den Untertitel: „Das Leid der Noldoli und die Ankunft des Menschengeschlechts“. Gilfanon setzt die Erzählung am folgenden Abend fort. Er berichtet von Tû dem Zauberer, einem jener Elben, der dem Aufruf der Valar, nach Valinor zu kommen, nicht nachgekommen war und seinem Getreuen Nuin, der weit durch die Wälder Mittelerdes gestreift war, ehe Sonne und Mond erschaffen waren. Dieser Nuin kam eines Tages durch Zufall in ein entlegenes Tal, das vom Duft lieblicher Blumen erfüllt war. Sogleich erkannte er, dass dies nur Murmenalda das ‚Tal des Schlafes‘ sein konnte. Dort fand er die schlafenden Menschen und eilte zurück zu Tû, um ihm darüber zu berichten.
Die Geschichte von Gilfanon endet hier und es folgen einige frühere oder spätere Konzeptionen dieser Geschichte und der Erzählung über die Verbannten Noldor in Mittelerde. Dieser Teil der Erzählung ist daher nur ein Fragment.

### Anhang
Hier folgt ein Abschnitt mit Erklärungen zu den Namen (aus dem Quenya-Wörterbuch), ihren Wurzeln und deren Bedeutung sowie ein Register der im Buch erwähnten elbischen Begriffe und Eigennamen. Hier endet Band 1.
- Anmerkung zum besseren Verständnis: Eriol, im Folgenden manchmal als Ælfwine von England bezeichnet, ist ein Mensch. Die Bewohner der Insel Tol Eressea (dass mit Großbritannien assoziiert ist) gehören zu den letzten Elben in Mittelerde, einige von ihnen, zu denen Gilfanon gehört, sind Nachfahren der Noldor.
- Das Haus der Verschollenen Geschichten ist die kleine Hütte, in der Eriol die meiste Zeit über auf Tol Eressëa wohnt. Er besucht einmal Meril-i-Turinqi in Alalminórë und begleitet Gilfanon für eine Weile nach Tavrobel, daher kehrt er immer wieder dorthin zurück.

## Band 2

### Die Geschichte von Tinúviel
Eriol lebt schon eine Weile auf Tol Eressëa, der Einsamen Insel und es ist Winter geworden. Als er, wie so oft, mit den Kindern des Hauses spielt, fragt ihn das Mädchen Vëannë (möglicherweise ‚die Heldenmütige‘), ob er ihnen eine Geschichte aus seiner Heimat erzählen würde. Und Eriol erzählt ihnen davon, warum es ihn an die Küste verschlagen hatte, als seine Eltern verstorben waren und von seinen Abenteuern auf dem Meer. Von dem Alten Mann auf einer einsamen Insel im Westen, der ihm von Dingen jenseits des Westlichen Meeres erzählte und so seine Neugier weckte, so dass er schließlich hier gelandet sei.
Danach beginnt Vëannë, die Geschichte von Tinúviel vorzutragen. Sie berichtet von der Begegnung Tinwelints und Gwendelings aus deren Liebe schließlich zwei Kinder entstanden; Dairon, der Flötenspieler, der zu den drei berühmtesten Zaubermusikern der Elben zählte, und Lúthien, genannt Tinúviel, die schönste aller Elbenkinder, denn sie war die Tochter einer Maia. Dairon und Tinúviel gingen nun oft in die Wälder, wo Dairon musizierte und Tinúviel dazu leichtfüßig tanzte. An einem Abend im Juni aber kam Beren durch Zufall dorthin. Verzaubert durch die wundervolle Melodie und Tinúviels anmutigen Tanz kam er näher, trat ins Mondlicht und wurde von Dairon entdeckt, der seiner Schwester zurief, dass sie fliehen sollte, denn ein Feind hätte das Reich ihrer Eltern betreten. Dairon sprang davon, doch Tinúviel versteckte sich. Beren aber berührte sie mit der Hand, so dass sie aufsprang und floh. Beren war nun voller Verlangen und folgte ihr in den Wald hinein, doch sie blieb verschwunden.
Lange suchte Beren nach ihr. Schließlich kam sie zurück und tanzte in seiner Nähe, lockte ihn und er folgt ihr bis zur Brücke über den Fluss, die zur Halle ihres Vaters führte. Er rief ihr nach: „Tinúviel!“, den Namen, den er aus Dairons Mund vernommen hat. So begann ihre Liebesgeschichte. Als Beren in die Halle des Königs gebeten wurde, bat er dort Tinwelint um die Hand seiner Tochter. Doch der König erbat als Gegenleistung einen Silmaril aus der Krone von Morgoth, ihrem mächtigsten Feind. Beren machte sich auf, diesem Wunsch Folge zu leisten.
Nun begann ein langes und gefährliches Abenteuer, in dem es Beren mit Hilfe Tinúviels und des Hundes Huan gelang, den Silmaril zu erbeuten. Als sie versuchten zu entkommen, stellte sich ihnen Karkaras, ein Wolf von Morgoth, in den Weg und biss Berens Hand mitsamt dem Silmaril darin ab. Dieser Edelstein jedoch versengte dem Wolf den Rachen, so dass er von ihnen abließ und sie fliehen konnten. Huan half ihnen auch dieses Mal. Karkaras aber folgte ihnen bis in die Nähe von Tinwelints Hallen, wo Beren nun ohne den Silmaril vor den König hintrat und seinen Preis einforderte, denn er habe, so sagte er, den Silmaril in seiner Hand, auch wenn diese sich nun in dem Wolf befinde. Durch den Mut und von der Verstümmelung Berens erweicht, willigte Tinwelint nun in die Verbindung ein. Doch Beren wollte ihm den Silmaril bringen und so zogen er, Tinwelint und einige Helfer los und suchten nach Karkaras.
Bei diesem Kampf starb der große Wolf und man konnte den Silmaril aus seinem Leib schneiden, aber auch Beren war tödlich verwundet und starb. Tinúviel folgte seiner Seele in tiefer Trauer und erweichte schließlich Mandos’ Herz, so dass er ihn zurück in die Welt sendete. Doch ist seine Bedingung dafür, dass sie nun beide sterblich sein würden, wie die Menschen. Nun lebten sie eine lange Zeit glücklich und man bezeichnete sie als i-Cuilwarthon, ‚die Toten die wieder leben‘.
Es folgen ein zweiter Entwurf der Geschichte und ein ausführlicher Kommentar. Eine weitere Version in Form einer epischen Dichtung befindet sich in Band 3.

### Turambar und der Foalóke
Hier folgt nun die Fortsetzung auf Gilfanons (hier noch Ailios genannt) unvollständiger Erzählung aus Band 1. Am zweiten Abend des Turuhalmë ‚Feuerholzsammeln‘ ist dieser jedoch nicht anwesend und so erzählt Eltas (wahrscheinlich ‚Sternenzacke‘) die Geschichte von Turin und dem Foalókë ‚Schatzdrache‘ oder ‚Hortdrache‘.
Für genauere Details zu den Erzählungen siehe auch Narn I Chîn Húrin.

#### Eltas Geschichte
Mit Anmerkungen und ausführlichem Kommentar

#### Verschiedenes
- Beren
- Die Schlacht von Tasarinan (‚Weidental‘)
- Die Geographie in der Geschichte von Turambar
- Der Einfluss der Valar
- Túrins Alter
- Geflügelte Drachen

### Der Fall von Gondolin
Als Eltas seine Geschichte beendet hat wollen viele der Zuhörer mehr über das Gold Glorunds ‚Goldwurm‘ (Glaurung, der Drache aus der vorherigen Erzählung) und besonders über das Nauglafring erfahren, aber Eltas sagt, dafür sei es noch zu früh, denn zunächst sollten sie von Tuor und Eärendel hören und von der verborgenen Stadt Gondolin. So bittet Lindo Ilfiniol ‚Winzigherz‘, den Hüter des Gongs ihnen darüber zu berichten.
Tuor war ein Mensch, der nach dem Tode seiner Eltern bei den Elben von Mithrim ‚die Nebelverhüllten‘ aufwächst. Als er zum Mann herangewachsen war, betrat er eines Tages eine Höhle, durch die ein Abfluss des Mithrim-Sees floss. Die Kraft des Wassers zog ihn mit sich und er gelangte durch die Schlucht Cris Ilbranteloth ‚Schlucht des Regenbogendaches‘, einem Schwarm Schwänen folgend, bis zur weit westlich gelegenen Mündung dieses Flusses ins große Meer. Tuor wandte sich nun nach Süden und traf schließlich auf den Vala Ulmo, der eine seiner Zaubermelodien spielte, die den jungen Mann so tief berührte, dass sie eine Sehnsucht nach dem Meer in ihm weckte. Ulmo sprach zu ihm und übertrug ihm eine wichtige Aufgabe; er sollte nach Gondolin gehen und König Turgon vor drohendem Unheil warnen. Er weissagte ihm auch, dass er dort einen Sohn zeugen würde, der sich stärker als alle anderen Menschen zur See hingezogen fühlen würde.
Tuor begab sich mit Hilfe einiger Elben nach Gondolin. Einer dieser Elben war Voronwë/Bronweg ‚der Getreue‘ gewesen, der Vater von Ilfiniol, dem Erzähler dieser Geschichte. In Gondolin wurde er eingelassen, obwohl er keiner der Elben war. Ulmo hatte Turgon, dem König, vor langer Zeit einen Retter in der Not angekündigt, und er erinnerte sich nun an diese Worte. Da er einst schon Huor und Húrin (Vater und Onkel von Tuor) in seinem Hause aufgenommen hatte, hieß er auch Tuor willkommen. Dieser verliebte sich bald darauf in Idril Celebrindal ‚die Liebliche mit dem Silberfuß‘, die hübsche Tochter Turgons. So erfüllte sich Ulmos Prophezeiung und sie brachte ihren Sohn Eärendel zur Welt.
Das Schicksal Gondolins aber stand unter einem schlechten Stern, denn Maeglin, der ebenfalls in Idril verliebt war, verriet die Lage der Verborgenen Stadt. So kamen Drachen und Balrogs nach Gondolin und verwüsteten die letzte große Bastion der Elben gegen ihren mächtigen, dunklen Feind Melkor. Turgon starb in seiner geliebten Stadt und ebenso Maeglin und viele der tapfersten aus den zwölf Elbensippen Gondolins. Nur wenige überlebten den Angriff, weil sie durch einen geheimen Tunnel entfliehen konnten. Unter ihnen waren Tuor, Idril und ihr kleiner Sohn Eärendel.
Anmerkungen und ausführlicher Kommentar.

#### Verschiedenes
- Geographische Aspekte beim Fall von Gondolin
- Ulmo und die anderen Valar
- Orks
- Noldorin im Land der Weidenbäume
- Die Körpergröße von Elben und Menschen
- Isfin und Eöl[10]

Es gibt mehrere Fassungen dieser Legende:
- Die frühesten Entwürfe in diesem Band
- Die Gedichtform in Band 3 – The Lay of the Fall of Gondolin
- Nachrichten aus Mittelerde – Von Tuor und seiner Ankunft in Gondolin
- Das Silmarillion – Von Tuor und dem Fall von Gondolin
- Von Tuor und dem Fall von Gondolin – als Einzelbuchausgabe

### Das Nauglafring
Das Nauglafring ‚Halsband der Zwerge‘ (in der späteren Version Nauglamir) ist vor langer Zeit aus Gold und Edelsteinen hergestellt worden, die Glorund, der Drache, zu seinen Schätzen zählte. Der Zwerg Mîm hatte diesen Schatz mit einem Fluch belegt und so brachte er viel Unheil über jene, die einen Teil davon an sich nahmen. Úrin (später Húrin), der Vater Túrins, brachte das Gold zu Tinwelint, warf es ihm vor die Füße und kehrte in seine Heimat Hisilómë ‚Nebeldunkel‘, auch als Dor Lómin ‚Heimat des Schattens‘ bekannt, zurück. Seine Mitstreiter aber forderten einen großen Anteil am Schatz. Tinwelint jedoch sagte, dass nur Úrin einen Anspruch hätte geltend machen können, da sein Sohn Túrin den Drachen getötet hatte. Úrin aber sei gegangen und auch sie sollten seine Halle jetzt verlassen, doch dürfte jeder von ihnen soviel Gold mit sich nehmen, wie er tragen könnte. Doch die Männer bedienten sich gleich mehrmals und das erzürnte die Waldelben, so dass es zu einem Kampf kam und der Fluch Mîms seine Wirkung zeigte.
Viele starben an diesem Tag und Gwenniel/Gwendelin (später Melian, die Gemahlin des Königs) warnte ihren Gatten, das Gold nicht anzurühren, denn mehr als ein Fluch lastete darauf. Doch auf Anraten eines Elben ließ er einen Teil des Goldes zu den Zwergen von Nogrond bringen, damit sie mit ihrem Geschick daraus wunderbare Dinge herstellen sollten. Diese bringen Tinwelint die erlesensten Stücke zurück in seine Hallen und wollten ihm noch ein ganz besonderes Schmuckstück herstellen, ein Halsband besetzt mit Edelsteinen und dem Silmaril, den Beren dem König gebracht hatte. Tinwelint ließ die Zwerge nicht aus seinen Hallen in ihre Heimat zurückkehren und verlangte, dass sie es an Ort und Stelle anfertigten. Als das Halsband fertiggestellt war, legte der König es um und der Fluch Mîms fiel auf ihn. Als er die Zwerge nach ihren Forderungen als Entlohnung für ihre Arbeit fragte, verlangten diese mehr, als er zu geben bereit war. Stattdessen speiste er sie mit einem Hungerlohn ab. Dies führte schließlich zu der langandauernden Fehde zwischen Zwergen und Elben.
Als Tinwelint eines Tages auf die Jagd ging, überfielen die Zwerge, die sich mit Orks verbündet hatten, die Halle Tinwelints, in der die Königin zurückgeblieben war. Viele Elben wurden erschlagen. Zuletzt brachte der Zwerg Naugladur das abgeschlagene Haupt Tinwelints in die Halle und er selbst trug das Nauglafring um seinen Hals. Sie versuchten auch Gwendelin zu ergreifen, doch sie entfloh in die Wälder. Huan, der große Hund, der Tinwelint auf seiner Jagd begleitet hatte, sah, wie dieser und viele Elben starben und eilte zu Beren und Tinúviel, um ihnen die böse Kunde zu überbringen.
Beren sammelte viele Elben um sich und sie stellten Naugladur. Beren kämpfte mit dem Zwerg und erschlug ihn schließlich mit seinem eigenen Schwert. Er nahm das Halsband mit sich und durch Zufall trafen sie bald darauf auch Gwendelin, die darüber erschrak, dass Tinúviel dieses Geschmeide trug, so dass diese es abnahm, doch konnte Mîms Fluch ihr nichts anhaben. So erbte Dior, der Sohn Berens und Tinúviels, schließlich das Nauglafring und von ihm bekam es seine Tochter Elwing. Die Söhne Fëanors, des Erschaffers der Silmaril, erfuhren, dass Elwing einen dieser Edelsteine besaß und erbaten ihn von Dior zurück. Aber Dior weigerte sich, da er nicht mochte, dass das Nauglafring zerstört wurde. So kam es zu dem ersten Krieg zwischen zwei Elbenvölkern in Mittelerde. Dort starben Dior und sein Sohn, aber auch einige der Söhne Fëanors. Elwing entkam und führte das Halsband der Zwerge mit sich.

### Die Geschichte von Eärendel
Diese Erzählung existiert nur als Konzeption beziehungsweise in mehreren kurzen Entwürfen:
- Die Ereignisse, die mit Eärendels Geschichte zusammenhängen.

#### Vier Gedichte
in denen Eärendel vorkommt:
- Éalá Éarendel Engla Beorhast (altenglisch) ‚Die letzte Reise von Earendel‘
- Die Bitte an den Sänger
- Die Feenküste, altenglisch Ielfalandes Strand ‚Die Strände von Elbenland‘
- Die glücklichen Seefahrer (in zwei Versionen)

### Die Geschichte von Eriol oder Ælfwine
„Und das Ende der Geschichten.“ Auch hier gibt es mehrere Entwürfe jedoch keine durchgehende Erzählung.
Es folgt ein Gedicht, dessen ursprünglicher Titel Des Wanderers Treue lautete. Dieses wurde später in drei Teile aufgeteilt:
- Späterer Titel: Die Stadt der Träume und die Stadt gegenwärtigen Leides
- Vorspiel
- Die Stadt im Land → Die Stadt der Träume
- Die kummervolle Stadt → Die Stadt gegenwärtigen Leides

Und ein zweites Gedicht, das Eriols Lied heißt.

### Ælfwine aus England
Diese Erzählung handelt von einem Land namens England, das im Krieg der Götter zerbrach, so dass Irland davon abgetrennt wurde. Die Elben nennen dieses Land Lúthien ‚das Zauberhafte‘ und in ihm wohnen noch immer die schwindenden Scharen der heiligen Feen (Elben). In der Mitte des Landes liegt die Stadt Kortirion (‚Turm von Kor‘ oder ‚Aussicht auf Kor‘) oder Mindon Gwar in der Sprache der Gnomen (Noldor-Elben). Der Engländer Déor wohnt in Mindon Gwar, kommt aus dem Süden des Landes und ist ein weitgereister Sänger und Freund der Elben. Er heiratet eine Maid aus dem Westen, die aus Lionesse stammt. Gwar wird von den Nordmenschen angegriffen, die fast ganz Lúthien verwüsten. Dort stirbt seine Frau Éadgifu zu jener Zeit des Hungers. Und Déor stürzt von der Burgmauer, als er gerade ein Lied sang, um die Kämpfer zu ermutigen. Der Sohn dieser beiden ist Ælfwine, zu dieser Zeit noch ein Knabe. Ælfwine wird versklavt, bis er zum Mann herangewachsen ist. Er entkommt schließlich und flieht in Richtung Südwesten. Immer weniger Elben verbleiben in diesem Land, sie besteigen Schiffe und segeln weit fort in der Westen.
Lange lebt Ælfwine als Fischer an der Küste und lernt vieles über die Seefahrt. So beginnt er seine Reisen über das Meer, bis er schließlich die Zauberinseln erreicht, wo er auf den Alten Mann vom Meer trifft, der ihm ein Schiff übergibt. Mit diesem gelingt es Ælfwine, noch weiter in den Westen zu segeln, so dass er schließlich die Einsame Insel erreicht.

### Anhang
Hier folgt ebenfalls ein Abschnitt mit Erklärungen zu den Namen (überwiegend aus dem Sindarin-Wörterbuch), ihren Wurzeln und deren Bedeutung sowie ein Register der im Buch erwähnten elbischen Begriffe und Eigennamen. Hier endet Band 2.

## Band 3
The Lays of Beleriand (in etwa: „Die Balladen von Beleriand“) ist der dritte Band der Reihe. Das Buch beinhaltet die zwei wichtigsten Gedichte J. R. R. Tolkiens, die mit den Legenden der Alten Tage verknüpft sind. Das erste erzählt die Geschichte der Kinder Húrins, das zweite handelt von der Geschichte von Beren und Lúthien. Zudem enthält The Lays of Beleriand noch einige andere kürzere Gedichte Tolkiens. Alle Texte sind mit Anmerkungen Christopher Tolkiens versehen. Eine deutsche Übersetzung des Buches gibt es bislang nicht.

### The Lay of the Children of Húrin
Tolkien erzählt hier die Geschichte von Túrin und Nienor in Gedichtform. Zwischen 1920 und 1925 schrieb er zwei unvollendete Fassungen, die mehr als 2000 bzw. 800 Zeilen umfassen. Geschrieben sind die Gedichte in alliterierenden Versen (Stabreime), dem altenglischen Versmaß. Hier gibt es keine Endreime, sondern es beginnen in jeder Zeile mehrere betonte Silben mit demselben Laut.
Beispiel:
Thalion Erithámrod | and his thanes like gods. (Zeile 16 des Lays)
Abschnitte des Gedichts
Version 1:
- Turin son of Hurin & Glorund the Dragon („Túrin Sohn Húrins & Glorund der Drache“)
- Turin’s fostering („Túrins Aufnahme“)
- Beleg
- Failivrin (Feenglanz, ein Name für Finduilas, die Tochter von Orodreth, der zu jener Zeit in Nargothrond herrschte)

Version 2:
- Húrin and Morgoth („Húrin und Morgoth“)
- Túrin’s fostering

Es folgen noch die Abschnitte
- References to the story of Beren and Lúthien („Bezüge zur Geschichte von Beren und Lúthien“)
- The Dragon-helm and Húrin’s ancestors („Der Drachenhelm und Húrins Vorfahren“)
- Miscellaneous Matters („Sonstiges“)
- Verses associated with The Children of Húrin („Verse, die mit den Kindern Húrins in Zusammenhang gebracht werden“)

und zwei kurze Gedichte:
- The high summer („Hochsommer“)
- Winter comes to Nargothrond („Der Winter kommt nach Nargothrond“)

### Poems early abandoned
(„Schon früh wieder aufgegebene Gedichtversionen“)
Hier sind drei Gedichtfragmente abgedruckt, die aus derselben Zeit stammen wie The Lay of the Children of Húrin: The Flight of the Noldoli from Valinor (Die Flucht der Noldor aus Valinor) und das Lay of Eärendel (Ballade von Eärendel), beide geschrieben in alliterierenden Versen, sowie Auszüge aus The Lay of the Fall of Gondolin, verfasst in Paarreimen.

### The Lay of Leithian
Bei dieser Ballade handelt es sich um ein unvollendetes Gedicht in Paarreimen, in dem die Geschichte von Beren und Lúthien erzählt wird. Vollständiger Titel des Gedichts: The gest of Beren son of Barahir and Lúthien the Fay called Tinúviel the nightingale or the Lay of Leithian Release from Bondage („Die Geschichte von Beren dem Sohn Barahirs und Lúthien der Fee, genannt Tinúviel die Nachtigall, oder die Legende von Leithian; Befreiung aus der Knechtschaft“).
Hier ist es in vierzehn sogenannte Cantos unterteilt, die Tolkien zwischen 1925 und 1931 verfasste. Die einzelnen Cantos, mit insgesamt mehr als 4000 Versen, sind jeweils mit einem Kommentar versehen. So auch Auszüge aus einer ausführlichen Kritik der Ballade von C. S. Lewis, der das Gedicht 1929 zu lesen bekam.

### The Lay of Leithian recommenced
Nach der Vollendung des Herrn der Ringe nahm Tolkien die Arbeit am Lay of Leithian wieder auf, wobei er manche Stellen so stark veränderte, dass faktisch ein neues Gedicht entstand. Auch diese Version blieb unvollendet.
The Lay of Leithian:
- Of Thingol in Doriath („Von Thingol in Doriath“)
- Of Lúthien the Beloved („Von Lúthien der Geliebten“)
- Of Dairon Minstrel of Thingol („Von Dairon dem Spielmann Thingols“)
- Of Morgoth & the Snaring of Gorlim („Von Morgoth & der Falle Gorlims“)
- Of the saving of King Inglor Felagund by the XII Bëornings („Von der Rettung König Inglor Felagunds durch die zwölf Beorninger“)
- Of Tarn Aeluin the Blessed („Von dem gesegneten Bergsee Aeluin“, ‚Blausee‘)
- Of Gorlim Unhappy („Vom unglücklichen Gorlim“)
- Of Beren Son of Barahir & his Escape („Von Beren, Barahirs Sohn & seinem Entkommen“)
- Of the Coming of Beren to Doriath; But First Is Told of the Meeting of Melian and Thingol („Vom Kommen Berens nach Doriath; aber zunächst vom Treffen Melians und Thingols“)

Zwischenkommentar und Fortsetzung in Bezug auf die unterschiedlichen Cantos.
- Glossary of obsolete, archaic, and rare words and meanings („Glossar veralteter, archaischer und seltener Worte und Bedeutungen“)

### Appendix („Anhang“)
- C. S. Lewis’s Commentary on the Lay of Leithian („Kommentar zum Lay of Leithian von C. S. Lewis“).

## Band 4
The Shaping of Middle-earth („Die Gestaltung von Mittelerde“) ist eine Zusammenstellung der frühen Manuskripte und Entwürfe für die späteren Geschichten. Die Texte stammen aus einer Zeit nach der Fertigstellung des Hobbit. Sie umfassen im Wesentlichen die Bereiche The Quenta („Die Erzählung“), The Ambarkanta („Gestaltung von Ambar“ ‚die bewohnbare Welt‘ oder ‚das Schicksal‘) und The Annals („Die Annalen“).
Preface („Vorwort“).

### Prose fragments following the 1. Lost Tales
(„Prosa-Fragmente, die den ersten Verschollenen Geschichten folgen.“)
Hier wird ein Teil der Geschichte fortgesetzt, die im ersten Band von Gilfanon begonnen wurde, denn sie spielt nach der Verhüllung Valinors. Diese Geschichte wird von Ilfiniol erzählt. Die Noldor hatten Valinor verlassen und die Menschen sind in Mittelerde erwacht. Ulmo versuchte mit all seiner Macht, die verbannten Elben und die Menschen gegen Melkor zu unterstützen. Er berichtet vom leidvollen Leben in Hisilómë (‚Nebelland‘) und von Turgon (später Tuor), dem Sohn Pelegs (‚Axtmann‘), bis zu der Stelle, wo er die dunkle Höhle verlässt (Siehe Abschnitt Der Fall von Gondolin Band 2). Es folgen Anmerkungen zum Text, besonders aufgrund der abweichenden Namen.
Dann wird von der Ankunft der Noldor in Mittelerde erzählt. Und davon, wie Fëanor mit seinen Leuten auf fremde Elben traf, die von Gelmir angeführt wurden und eine andere, viel härtere Sprache als sie selbst sprachen. Das Fragment endet abrupt. Es folgen Anmerkungen, noch eine kurze Episode, die von der Verbrennung der Schiffe erzählt, mit einer weiteren Erklärung.

### The earliest ‘Silmarillion’
„Das früheste Silmarillion“ gibt einen Einblick in die Mythologie und beginnt mit der Auflehnung Melkors gegen die Vorherrschaft Manwës, nachdem die Valar Arda betreten haben. Es berichtet vom Erwachen der Elben, ihrem großen Marsch nach Valinor, der Gefangennahme Melkors und von Thingol und Melian und der Errichtung ihres Reiches in Doriath, aber auch von der Erschaffung der Silmaril durch Fëanor und den Teleri, die von Ulmo den Schiffbau und die Seefahrt erlernen. Die Gefangenschaft Melkors, die sieben Zeitalter währte, sowie die Zerstörung der Zwei Bäume und der Diebstahl der Silmaril werden hier erwähnt. Dann folgt der Überfall der Noldor auf den Schwanenhafen mit ihrer anschließenden Verbannung aus Valinor.
Vom vergeblichen Versuch der Valar, die Bäume zu retten, von der Erschaffung von Sonne und Mond, dem Erwachen der Menschen und dem Beginn der großen Kriege gegen Melkor wird hier berichtet. Es enthält die Geschichten von Húrin, Morwen (seiner Gemahlin) und ihren Kindern, von Beren und Lúthien und dem Fall Gondolins bis hin zur Erzählung von Eärendel, der nun als Stern am Himmel steht. Es endet damit, dass auf Eriol verwiesen wird, dem auf Tol Eressëa all diese Legenden erzählt werden, ehe er in seine Heimat Lúthien zurückkehrt.
Es folgt ein ausführlicher Kommentar mit weiteren Textauszügen.

### The Quenta
„Die Erzählung“, darin enthalten die Quenta Noldorinwa (in Quenya: ‚die Erzählung von den Noldor‘) mit dem Originaltitel (in der Sprache der Noldor) Pennas-na-Ngoelaidh. Es beginnt mit den Worten:

“This is the brief History of the Noldoli or Gnomes, drawn from the Book of Lost Tales which Eriol of Leithien wrote, having read the Golden Book, which the Eldar call Parma Kuluina, in Kortirion in Tol Eressëa, the Lonely Isle.”

„Dies ist die kurze Geschichte der Noldor oder Gnomen, entnommen aus dem Buch der Verschollenen Geschichten, die Eriol aus Leithien verfasste, der das Goldene Buch, welches die Eldar Parma Kuluina nennen, in Kortirion auf Tol Eressëa, der Einsamen Insel, gelesen hatte.“

Hier wird noch einmal, begleitet von ausführlichen Kommentaren, die Geschichte der Entstehung der Welt und die Erzählung über die Noldor und ihr Schicksal in Mittelerde wiedergegeben, so wie Eriol sie aufgeschrieben hat.
- Appendix 1: Fragment of a translation of the Quenta Noldorinwa into Old English, made by Ælfwine or Eriol; together with Old English equivalents of Elvish names. („Ælfwines Übersetzung der Quenta ins Altenglische; und altenglische Äquivalente für die elbischen Namen“)
- Appendix 2: The Horns of Ylmir („Die Hörner von Ylmir“, ein anderer Name für den Vala ‚Ulmo‘.)

### The first Silmarillion map
(„Die erste Karte des Silmarillion“).
Es folgt eine ausführliche Beschreibung der Geografie Mittelerdes zur Zeit dieser Geschichten, sowie der Örtlichkeiten, an der bestimmte Ereignisse stattfanden.

### The Ambarkanta
„Die Weltform“ ist der Titel des nächsten Abschnitts. Genau heißt es hier Ambarkanta (im Originalmanuskript in Tengwar-Schriftzeichen geschrieben) The Shape of the World. Rúmil. Das deutet darauf hin, dass Rúmil dieses Werk verfasst hat, auch wenn er nicht weiter erwähnt wird.
- Of the fashion of the World („Über die Art und den Aufbau der Welt“)

Hier wird beschrieben, wie man sich die Eigenschaften dieser Welt vorstellen muss. Sie ist umgeben von den Ilurambar (‚Himmelswällen‘), den Grenzen der Welt, die aus einer durchsichtigen, glasigen, eisigen und undurchdringlichen Substanz bestehen. Innerhalb dieser Mauern ist die Welt kugelförmig, über und unter der Landfläche und diese umgebend befindet sich Vaiya (‚Umhüllung‘), der ausgedehnte Ozean. Dieser ist eher wie ein Blick ins innere der Erde oder durch Luft hindurch, und im tiefsten Ozean lebt Ulmo. (Vaiya geht in die Luftschichten über.)
Über den Landflächen befindet sich Vista (‚die Windige‘), die Luftschicht, in der die Vögel und Wolken fliegen, weshalb sie oberhalb ihrer Grenzschicht Fanyamar (‚Wolkenheim‘) und unterhalb Aiwenórë (‚Vogelland‘) heißt. Diese Schicht befindet sich jedoch nur über Mittelerde und nicht in Valinor, dort liegt die Luftschicht Ilmen (‚Himmelsweg‘ oder ‚Sternenstraße‘), die sonst oberhalb von Vista zu finden ist. Doch im Süden und Norden stoßen Vaiya, Vista und Ilmen aneinander und vermischen sich dort. Ulmo lässt die Wasser aus Vaiya in den Seen und Flüssen auf Ambar (der bewohnbaren Welt) fließen. Außerhalb dieser Schichten befindet sich Kúma, auch Avakúma genannt, die absolute dunkle Leere.
Es folgen einige Erklärungen und ein ausführlicher Kommentar.

### The earliest Annals of Valinor
„Die frühesten Annalen von Valinor“ wurden, wie auch die Annalen von Beleriand, von Pengolod ‚Sprachgelehrter‘ dem Weisen aus Gondolin aufgeschrieben, ehe es zerstört wurde. Später setzte er seine Arbeit daran im Hafen des Sirion und in Tavrobel auf Tol Eressea fort. Dort las und übersetzte sie Eriol aus Leithien, der auch als Ælfwine von Angelcynn (England) bekannt ist. Es gab zuerst neun Valar, Manwë, Ulmo, Aulë, Oromë, Tulkas, Ossë, Mandos, Lorien, und Melko (hier ohne -r). Doch Melkos Name wurde aus der Liste entfernt, nachdem er sich gegen die anderen und zum Bösen gewandt hatte, woraufhin man ihn Morgoth (‚Schwarzer Feind‘) nannte. Die weiblichen waren die Schwestern Varda und Yavanna, Vana, Nessa, Uinen, Nienna und Estë. Mit ihnen kamen viele geringere Geister, ihre Kinder oder Verwandten.
- Eine kalendarische Auflistung der Ereignisse in Valinor und Mittelerde, die in Valar-Jahren angegeben ist (Ein Valar-Jahr entspricht zehn Sonnenjahren, wie wir sie kennen)
- Appendix: Old English versions of the Annals of Valinor, made by Ælfwine or Eriol („Alt-Englische Version der Annalen von Valinor, angefertigt von Ælfwine oder Eriol“), drei Versionen
- Old English Names in version I („Alt-Englische Namen in Version eins“).
- Notes to version II and III („Anmerkungen zu Version zwei und drei“)

Dann folgt ein Entwurf von The Annals of Valinor and the foundations of the world („Die Annalen von Valinor und die Erschaffung der Welt“).

### The earliest Annals of Beleriand
„Die frühesten Annalen von Beleriand“ beginnen mit der Flucht von Morgoth nach seinem Diebstahl der Silmaril. Er erschafft die Balrogs und die Orks und der erste Krieg der Noldor gegen ihn bricht aus. Dieser heißt die Schlacht unter den Sternen, weil Sonne und Mond noch nicht erschaffen waren. Nun folgt eine kalendarische Auflistung der Ereignisse in Beleriand, die mit dem Jahr 1 beginnen, dem Jahr, als die Sonne erschien. Hier finden sich wieder die wichtigsten Geschichten von Beleriand, die schon in Band 1 beschrieben wurden, und eine Übersetzung der Annalen, die Ælfwine angefertigt hat und erklärende Anmerkungen.
- Appendix: Old English versions of the Annals of Beleriand, made by Ælfwine or Eriol („Alt-Englische Version der Annalen von Beleriand, angefertigt von Ælfwine oder Eriol“) mit Anmerkungen.

## Band 5
The Lost Road and Other Writings: Language and Legend before The Lord of the Rings („Die Verlorene Straße und andere Aufzeichnungen: Sprache und Legende vor dem Herrn der Ringe“) ist der fünfte Band der Reihe. Er ist in drei Bereiche unterteilt: Der erste enthält frühe Entwürfe der Erzählung vom Untergang Númenors und eine Art moderne Zeitreise, die Lost Road („Verlorene Straße“); der zweite behandelt die Weiterentwicklung der Annalen und des frühen Silmarillions im Vergleich zu Band 4; der dritte Teil schließlich besteht aus den Etymologies, einem Lexikon über die Wortherkunft und Entwicklung der Elbensprachen.
- Preface („Vorwort“) – ausführliche Erklärung über den Inhalt dieses Bandes, der einen Überblick über den Stand der Entwicklung und den Fortschritt der Erzählung bis zum Beginn des Jahres 1938 enthält.

### Part I (Teil 1)
The Fall of Númenor and the Lost Road („Der Fall Númenors und die Verlorene Straße“) beginnt mit
- The early History of the Legend („Die Entstehungsgeschichte der Legende“)

Tolkien merkte an, dass C. S. Lewis eines Tages zu ihm sagte: „Da es so wenig von dem gibt, was wir in Geschichten lieben, sollten wir sie selbst verfassen.“ Daraufhin schrieb Lewis über ein space-travel, Out of the Silent Planet, ein Weltraumabenteuer. Tolkien wählte das Thema time-travel, The Lost Road, eine Zeitreise-Geschichte, die er aber nie vollendete.
- The Fall of Númenor, der Originalentwurf. Hier wird die Geschichte von der Entstehung und vom Untergang der Insel Númenor wiedergegeben.
- The first version of The Fall of Númenor. („Die erste Version des Falls von Númenor“), mit anschließendem Kommentar.
- The second version of The Fall of Númenor. („Die zweite Version des Falls von Númenor“), mit dem Titel The last Tale: The Fall of Númenor („Die letzte Geschichte: Der Fall Númenors“), ebenfalls mit Kommentaren.
- The further development of The Fall of Númenor. („Die Weiterentwicklung des Falls von Númenor“).

The Lost Road
- The opening chapters („Die Eröffnungskapitel“)
  - Chapter I – A Step Forward. Young Alboin. („Ein Schritt vorwärts. Der junge Alboin“). Hier geht es um die Erfindung der Elbensprache und der dazugehörigen Erzählung, durch Alboin, der oft merkwürdige, sehr fremdsprachige Träume hat.
  - Chapter II – Alboin and Audoin. Nun folgen die eher bildhaften, aber tonlosen Träume Audoins, der gern mit Alboin, seinem Vater, darüber reden würde. Es wird schon auf die Zeitreise hingedeutet, denn Elendil von Númenor erscheint Alboin im Traum und lädt ihn ein, in die Vergangenheit zu reisen.
  - Commentary on Chapters I and II („Kommentare“) und The Lombardic legend („Die Lombardische Legende“), die hier im Text Erwähnung findet.

Hier geht es um Oswin, Alboin und Audoin. Es ist jeweils eine Vater-Sohn Geschichte, die in der Neuzeit spielt (1890 etwa ist das Geburtsjahr von Alboin, 1918 das seines Sohnes Audoin), aber es ist auch eine Erzählung, die viele Parallelen zu J. R. R. Tolkiens eigenem Leben aufweist.

“Alboin’s biography sketched in these chapters is in many respects closely modelled on my father’s own life”

„Alboins Biographie, die in diesen Kapiteln aufgezeigt wird, ist in vielerlei Hinsicht nahe an das eigene Leben meines Vaters angelehnt.“

Des Weiteren geht es hier auch darum, aufzuzeigen, wie sich die Namen Alboin und Audoin im Laufe der Zeit veränderten und was ihre ursprüngliche Bedeutung ist, nämlich Elbenfreund und Götterfreund. Abwandlungen der Namen sind beispielsweise Ælfwine, Ælfuine oder Elwin für Alboin und Eadwine, Edwin für Oswin oder Audion. Sie leiten sich in The Lost Road von den frühen Namen Amandil (‚Amanfreund‘), Elendil (‚Elbenfreund‘) und Herendil („Götterfreund“) ab. Und ebenso, wie sich die Geschichte immer wieder zu wiederholen scheint, tauchen auch diese Namen dort in abgewandelter Form wieder auf, so dass sie schließlich als Alvin, Edwin oder Oswin in der heutigen Zeit zu finden sind.
- The Númenórean chapters („Die Númenórischen Kapitel“)
  - Chapter III, A Step Backward („Ein Schritt zurück – Vor die Wahl gestellt“). Es folgt wieder ein Vater-Sohn-Dialog, hier über den bevorstehenden Auszug gegen Valinor und die Frage der Treue des Hauses Elendil gegenüber den Elben und den Valar. Hier singt die Elbin Fíriël, die im Hause Elendils wohnt, das Lied, das auch als Fíriëls Lied bekannt ist. Es ist in der Elbensprache Quenya dort eingefügt.
  - Chapter IV, („Die Entscheidung“) setzt die Debatte fort. Am Ende entscheidet sich Herendil, der eigentlich eher für die Fahrt nach Valinor ist, doch dafür, bei seinem Vater zu bleiben.
  - Notes on the Númenórean chapters of The Lost Road („Beachtenswertes zu den Númenórischen Kapiteln der Verlorenen Straße“)
- The unwritten chapters („Die ungeschriebenen Kapitel“). Die Kapitel sollten wie folgt heißen:
  - Chapter III, A Step Backward: Ælfwine and Eadwine (die altenglische Bezeichnung für die Namen), und ein Bezug zur Geschichte von King Sheave.[12]
  - Chapter IV, the Irish legend of Tuatha-de-Danaan – and oldest man in the world („Die Irische Legende von Tuatha-de-Danaan – und der älteste Mann der Welt“)
  - Chapter V, Prehistoric North: old kings found buried in the ice („Der vorgeschichtliche Norden: alte Könige die im Eis begraben gefunden wurden“)
  - Chapter VI, Beleriand
  - Chapter VII, Elendil and Herendil in Númenor

Hier folgen ausführliche Erklärungen und die Erzählung über King Sheave, der als kleines Kind in einem Boot aus Schilf an die Küste einer Insel gespült und dort von den Bewohnern geborgen wurde. Er hatte goldene Garben von unbekanntem Korn, eine Silberharfe und einen Kessel reinen Wassers bei sich und trug kostbare Gewänder. Sie verstanden seine Sprache nicht, doch seine Anmut und sein wundervoller Gesang brachte sie dazu, ihn zu ihrem König zu machen. Er brachte ihnen Frieden und Wohlstand, da er sie den Anbau des Getreides und die Vorratshaltung lehrte. Am Ende seines Lebens legten sie ihn wieder in ein Schiff und statteten es mit prächtigeren Gaben aus, als sie je zuvor einem König mitgegeben wurden, und überlassen ihn und die Schätze der See. Niemand hat je erfahren, wo diese Reise endete, doch fuhr das goldglänzende Schiff wie von selbst in Richtung Westen davon.
Ælfwine und Eadwine finden hier wieder Erwähnung (Ælfwine und Eadwine lebten zu Zeiten Edwards des Älteren in Nord-Somerset, heißt es hier). Es geht in ihrer Debatte wiedereinmal darum, ob man das Paradies mit einem Schiff erreichen könnte, was Eadwine vorhat, denn schon der Heilige Brendan hatte dies versucht und noch andere, doch waren sie zurückgekehrt. Ælfwine jedoch sagt: „Das Paradies kann man nicht mit einem Schiff erreichen – da sind tiefere Wasser zwischen uns als der Garsecg. Die Wege sind verdreht und krumm: Und am Ende wirst du doch zurückkehren. Du kannst mit einem Schiff nicht entkommen.“ Dann jedoch schläft er ein und hat einen sehr intensiven Traum, wie eine ferne Erinnerung an turmhohe Wellenberge, gerade Straßen und wasserumspülte Inseln.
Als er wieder erwacht ist, singt er eine Weise über die Sehnsucht nach dem Meer und später die Ballade von König Sheave und das als Das Lied von Ælfwine bezeichnete Lied Das namenlose Land. Es wird berichtet, dass Ælfwine folgende Worte gesprochen hätte, ehe er seine letzte Reise antrat:

“Fela bið on Westwegum werum uncúðra

Wundra and wihta, wlitescýne lond,

Eardgeard Ylfa and Ésa bliss.

Lýt ænig wát hwylc his longað sý

þám þe eftsíðes yldu getwæfeð.”

„In den westlichen Regionen gibt es viele Dinge, die den Menschen unbekannt sind,

viele Wunder und viele Wesen: ein Land, das schön anzusehen ist,

die Heimat der Elfen und der Glückseligkeit der Valar.

Kaum einer versteht, was für eine Sehnsucht jemand haben mag,

den das Alter davon abhält, dorthin zurückzukehren.“

### Part II (Teil 2)
Valinor and Middle-earth before the Lord of the Rings („Valinor und Mittelerde vor dem Herrn der Ringe“).
- The Texts and their relations („Die Texte und ihre Beziehungen untereinander“), eine ausführliche Erklärung.
- The later Annals of Valinor („Die späteren Annalen von Valinor“). Wieder chronologisch aufgebaut wie die Annalen in Band 4, aber unterteilt in die Aufzeichnungen Rúmils und Pengolods, gefolgt von erklärenden Anmerkungen und ausführlichen Kommentaren. Die Version, die für das Silmarillion als Vorlage diente.

The later Annals of Beleriand („Die späteren Annalen von Beleriand“) ist die überarbeitete Version der Annalen in Band 4, so wie sie im Silmarillion verwendet werden. Wieder mit Anmerkungen und Kommentaren.
Ainulindalë („Der Gesang der Ainur“), hier in der Fassung wie Rúmil sie aufgeschrieben haben soll.
- Ainulindalë. The Music of the Ainur. This was written by Rúmil of Tûn.
  - The Music of the Ainur and the Coming of the Valar („Die Musik der Ainur und das Kommen der Valar“), Anmerkungen und Kommentare.

The Lhammas („Die Sprachen“), diese Abhandlung liegt in drei Versionen vor
- The Lammas. Or ‘Account of Tongues’ that Pengolod of Gondolin wrote afterward in Tol-eressëa, using in part the work of Rúmil the sage of Kôr (Die Sprachen. Oder der ‚Bericht von den Zungen‘, die Pengolod aus Gondolin später auf Tol Eressëa schrieb, der teilweise das Werk Rúmils, des Weisen aus Kôr nutzte)
- The ‘Lhammas’. This is the ‘Account of Tongues’ which Pengoloð of Gondolin wrote in later days in Tol-eressëa, using the work of Rúmil the sage of Tûn. This account Ælfwine saw when he came into the West
  - Of the Valian Tongue and its Descendants („Von den Zungen der Valar und ihren Nachfolgern“)
  - The Tree of Tongues (earlier form) and (later form) („Die frühere und spätere Form des Stammbaums der Sprachen“)
  - Of the tongues of the Elves in Valinor („Von den Zungen der Elben in Valinor“)
  - Of the tongues of the Elves in Middle-earth, and of the Noldorin that returned thither („Von den Zungen der Elben in Mittelerde und von den Noldor, die hierher zurückkehrten“). Auch die Sprache der Orks, Zwerge und Menschen wird hier erwähnt
  - Commentary on the Lhammas („Kommentare zu den Sprachen“)
- Silmarillion (Hier die Lhammas als Bestandteil des Silmarillion)
  - The shorter account of Pengolod: or Lammasethen. Of the Elvish Tongues („Die kürzere Abhandlung Pengolods: Oder Lammasethen. Von den Elbischen Zungen“)

Quenta Silmarillion („Die Erzählung von den Silmaril“), hier folgt wieder die Geschichte, die von der Erschaffung der Silmaril, ihrem Diebstahl durch Melkor und den dadurch verursachten Geschehnissen in Mittelerde berichtet.
- The Quenta Silmarillion. Herein is Qenta Noldorinwa or Pennas inGeleidh or History of the Gnomes („Die Erzählung von den Silmaril. Darin enthalten die Erzählung von den Noldor oder die Geschichte der Gnomen“)
- The Silmarillion
  - Qenta Silmarillion, or Pennas Hilevril (‚Kinder der Elben‘) to which is appended
    - The houses of the princes of Men and Elves („Die Häuser der Prinzen der Elben und Menschen“)
    - The tale of years („Die Erzählung von den Jahren“)
    - The tale of battles („Die Erzählung von den Schlachten“)

  - The Annals of Valinor Nyarna Valinóren („Die Nyarna Valinóren, Annalen von Valinor“)
  - The Annals of Beleriand Nyarna Valarianden („Die Nyarna Valarianden, Annalen von Beleriand“)
  - The Lhammas or Account of Tongues („Die Sprachen oder Bericht von den Zungen“)

Jeweils versehen mit Anmerkungen oder Kommentaren

### Part III (Teil 3)
The Etymologies („Die Etymologien“), hier folgt eine Einleitung und anschließend eine alphabetische Auflistung der Wurzelstämme (beispielsweise AIWE ‚kleiner Vogel‘) mit Wortbeispielen aus den Sprachen der Elben, besonders Quenya und Noldorin, aber auch Ilkorin oder Telerin und andere.

### Appendix (Anhang)
- The Genealogies („Familienbeziehungen“)
- List of Names („Die Liste der Namen“)
- The second Silmarillion Map („Die zweite Karte des Silmarillion“) als Beschreibung

## Band 6
The Return of the Shadow: The History of The Lord of the Rings, Part One („Die Rückkehr des Schattens: Die Geschichte des Herrn der Ringe, Teil 1“) befasst sich mit dem ersten Teil der Erzählung des Herrn der Ringe. Er enthält die ersten Kapitel des Romans. Es beginnt mit dem ersten Manuskript, das Tolkien seinem Verleger zusandte und erläutert anhand der unterschiedlichen Versionen einzelner Kapitel auch die Entwicklung vom zunächst als Kinderbuch geplanten The New Hobbit („Der neue Hobbit“), bis zum Anfang des großen Fantasy-Epos über Mittelerde, wie wir es heute kennen.
- Foreword („Vorwort“)

### The first Phase (die Frühphase)
- A long-expected party („Ein langerwartetes Fest“) in vier Versionen mit Anmerkungen. Besondere Unterschiede sind
  - Version I: Bilbo gibt die Party im Alter von 70 Jahren. I am going to tell you a story about one of his descendants („Ich werde euch die Geschichte eines seiner Nachfahren erzählen“)
  - Version II: Bilbo gibt die Party im Alter von 71 Jahren.
  - Version III: Bilbo heiratete und verschwand mit seiner Gemahlin (Primula Brandybuck) aus Hobbiton (Hobbingen). Sein Sohn Bingo Baggins gibt die Party im Alter von 72 Jahren.
  - Version IV: Bilbo, unverheiratet, adoptierte seinen jungen Cousin Bingo Bolger (Sohn von Primula Brandybuck), der seinen Namen in Bingo Bolger-Baggins änderte, und verschwand aus Hobbiton. Bingo Bolger-Baggins gibt die Party im Alter von 72 Jahren.
  - The Tale that is Brewing („Die Geschichte braut sich zusammen“). Hier macht sich Bilbo mit seinen drei Neffen Odo, Drogo, und Frodo auf nach Rivendell (Imladris/Bruchtal) und erlebt auf dem Weg dorthin mehrere Abenteuer.
- From Hobbiton to the Woody End („Von Hobbiton nach Waldende“). Hier taucht auch das Wanderlied The Road goes ever on and on auf und die drei Wanderer (Bingo, Odo und Frodo) treffen auf Gandalf. Auch hier gibt es mehrere Manuskripte, die aber zu einer Version zusammengefasst und erläutert werden.
  - Three’s Company and Four’s More („Drei sind eine Gesellschaft und Vier sind mehr“). Hier ist auch Bilbos Lied (A bed-song or a supper-song, ein Bett- oder Abendessenslied) enthalten, aus dessen dritter Strophe der Text von Pippins Lied abgeleitet wurde (im Film der Herr der Ringe, Home is behind, the world ahead). Und das Elbenlied Elbereth Gilthoniel über die Sternenkönigin Varda, das die Elben singen, als sie dort auf sie treffen.
- Of Gollum and the Ring („Von Gollum und dem Ring“) setzt die Erzählung fort und wird durch ausführliche Anmerkungen ergänzt.
- To Maggot’s Farm and Buckland („Zu Maggots Farm und nach Bockland“) enthält ein kleines Gedicht, das mit der Zeile Ho! ho! ho! To my bottle I go beginnt und das Hobbit-Badelied. Es folgen Anmerkungen und detaillierte Beschreibungen der Karten des Auenlandes.
- The Old Forest and the Withywindle („Der Alte Wald und die Weidenwinde“). In den Anmerkungen ist ein kleines Gedicht über Tom Bombadil enthalten.
- Tom Bombadil. Hier wird über die Begegnung der Hobbits mit Tom Bombadil berichtet und folgende Aussage über ihn gemacht:

“Tom Bombadil is an ‘aborigine’ – he knew the land before men, before hobbits, before barrow-wights, yes before the necromancer – before the elves came to this quarter of the world. Goldberry says he is ‘master of water, wood and hill’. Does all this land belong to him? No! The land and the things belong to themselves. He is not the possessor but the master, because he belongs to himself.”

„Tom Bombadil ist ein ‚Ureinwohner‘ – er kannte das Land vor den Menschen, Hobbits, Grabunholde, ja sogar vor dem Geisterbeschwörer [Sauron] – bevor die Elben in diese Ecke der Welt kamen. Goldbeere sagt, er ist ‚der Meister des Wassers, Waldes und der Hügel‘. Gehört ihm all dieses Land? Nein! Das Land und die Dinge gehören sich selbst. Er ist nicht ihr Besitzer aber der Meister, weil er sich selbst gehört.“

Hier folgen wieder Anmerkungen.
- The Barrow-wight („Der Grabunhold“) ist eher eine kurze Auflistung der Ereignisse, als eine zusammenhängende Geschichte mit Erklärungen.
- The arrival at Bree („Die Ankunft in Bree“) beginnt mit einer Beschreibung der Ortschaft Bree und ihrer Bewohner. Danach folgt eine Auflistung der Originaltitel und der Überschriften in diesem Band.
  - Arrival at Bree, and Bingo’s song („Ankunft in Bree und Bingos Lied“)
  - Conversation with Trotter and Butterbur („Gespräch zwischen Streicher und Butterblume“)
  - Attack on the inn („Angriff auf das Gasthaus“)
  - Journey to Weathertop („Reise zur Wetterspitze“)
- Attack on Weathertop („Angriff auf der Wetterspitze“)
  - Weathertop to Rivendell („Von der Wetterspitze nach Bruchtal“)
- Und in diesem Band:
  - At the Sign of The Prancing Pony („Beim Zeichen des Tänzelnden Ponys“)
  - Strider („Streicher“)
  - A Knife in the Dark („Ein Messer im Dunkeln“)
  - Flight to the Ford („Flucht zur Furt“)

Danach folgt die Erzählung mit Anhängen, in denen das Troll-Lied wiedergegeben wird. Des Weiteren wird hier auf die Songs for the Philologists („Philologenlieder“) hingewiesen, in denen einige Gedichte, wie das Troll-Lied abgedruckt sind. Hier ist auch The Cat and the Fiddle („Die Katze mit der Fidel“) abgedruckt.
- Trotter and the journey to Weathertop („Streicher und die Reise zur Wetterspitze“) berichtet über die Ereignisse in Bree bis zur Ankunft an der Wetterspitze. Teilweise als chronologische Aufzeichnung mit Datum.
- The Attack on Weathertop („Der Angriff auf der Wetterspitze“) die Fortsetzung der Erzählung mit dem Gedicht über Beren und Tinúviel, das Streicher aufsagt, und anschließenden Erklärungen.
- From Weathertop to the Ford („Von der Wetterspitze zur Furt“) erzählt, was bis zur Bruinenfurt passiert. Anschließend Anmerkungen zum Fluss von Bruchtal und dem Entland, das im Text erwähnt wird.
- At Rivendell („In Bruchtal“) mit Erklärungen, jedoch ohne Hinweis auf die Ratsversammlung von Elrond.
- Queries and Alterations („Ungereimtheiten und Änderungen“), ein Überblick über Unklarheiten und mögliche Änderungen Tolkiens.

### The second Phase (die zweite Phase)
Hier wird die Erzählung in überarbeiteter Form erneut aufgegriffen, also wieder am Beginn bei dem langerwarteten Fest. Dieses Mal ist es Bilbo, der die Party gibt und es ist erstmals sein Einhundertelfzigster Geburtstag, der gefeiert wird.
- Return to Hobbiton („Rückkehr nach Hobbingen“). Bis auf diese wesentlichen Veränderungen folgt die Erzählung dem Ablauf aus der dritten Version vom Anfang dieses Bandes. Es folgen Anmerkungen und zwei Stammbäume zur Abstammung von Bingo (ehemals Bolger-Baggins), der nun direkt von den Beutlins oder aus der Linie der Brandybocks abstammt.
- Ancient History („Vorgeschichte“), hier setzt die Erzählung wieder an dem Punkt ein, wo Bilbo Hobbingen verlassen hat und Bingo als seinen Erben zurücklässt. Dieser hegt den Wunsch, seinem Onkel irgendwann zu folgen und das Auenland (the Shire) zu verlassen. Als sich sein Fünfzigster Geburtstag nähert, besucht Gandalf ihn und erzählt ihm von dem Ring, den Bilbo ihm hinterlassen hat. Hier wird auch das Ringgedicht eingebunden. In den Erläuterungen ist ein weiterer Stammbaum, dieses Mal die Abstammung von Meriadoc Brandybuck und Frodo Took (später Peregrin Tuk) und eine zweite Version des Ringgedichts, in der die Angaben zur Anzahl der Ringe der Elben (hier neun) und Menschen (drei) vertauscht sind.
- Delays are Dangerous („Verspätungen sind gefährlich“), hier geht es an der Stelle weiter, wo Bingo seinen Fünfzigsten Geburtstag feiert, zu dem er Gandalf erwartet, der aber nicht erscheint. Es endet an der Stelle, wo die Hobbits auf die Elben und ihren Anführer Gildor treffen, der zum Abschied sagt: „Mögen die Sterne auf das Ende deines Weges scheinen.“
- A Short Cut to Mushrooms („Ein Abstecher zu den Pilzen“). Das ist die Geschichte, wo die Hobbits einen der Schwarzen Reiter sehen und auf den Bauern Maggot treffen und ihn wieder verlassen.
- Again from Buckland to the Withywindle („Erneut von Bockland zur Weidenwinde“)
  - A Conspiracy is Unmasked („Eine Verschwörung wird aufgedeckt“)
  - The Old Forest („Der Alte Wald“)
  - Tom Bombadil mit Anmerkungen

### The third Phase (die dritte Phase)
The journey to Bree („Die Reise nach Bree“) hat eine erklärende Einführung. Hier wurde von Bingo zum Namen Frodo gewechselt, dann folgt:
- Foreword – Concerning Hobbits („Über Hobbits“) quasi der Prolog zum Herrn der Ringe
- Chapter I: A Long-expected Party
  - Genealogy of the Tooks („Abstammungslinie der Tuks“)
- Chapter II: Ancient History
- Chapter III: Delays are Dangerous
- Chapter IV: A Short Cut to Mushrooms
- Chapter V: A Conspiracy Unmasked
- Chapter VI: The Old Forest
- Chapter VII: In the House of Tom Bombadil („Im Haus von Tom Bombadil“)
- Chapter VIII: Fog on the Barrow-downs („Nebel auf den Hügelgräberhöhen“)
- At the Sign of The Prancing Pony („Beim Schild des Tänzelnden Ponys“)
- To Weathertop and Rivendell („Zur Wetterspitze und nach Bruchtal“) ist chronologisch mit Datumsangaben aufgebaut
- New uncertainties and new projections („Neue Unsicherheiten und neue Vorausschau“). Einige neue Entwürfe nach dem Eintritt Englands in den Krieg gegen Deutschland.
  - New version – with Bilbo as hero. Aug. 1939 („Neue Version – mit Bilbo als Helden. August 1939“)
  - Conversation of Bilbo and Frodo („Die Konversation zwischen Bilbo und Frodo“), die sie beim Abschied Bilbos aus Hobbingen führten, in mehreren Ausführungen.
- Erklärungen und Anmerkungen

### The Story continued (die Geschichte geht weiter)
- In the house of Elrond („Im Hause Elronds“) erzählt von den Ereignissen in Elronds Haus mit ausführlichen Anmerkungen
- The Ring goes South („Der Ring geht nach Süden“). Hier besteht die Gemeinschaft des Ringes noch aus sieben Personen; Gandalf, Boromir und fünf Hobbits oder vier Hobbits und Trotter, der später zu Streicher (Aragorn) geändert wurde.
  - Note on the Geography and the contemporary Map („Hinweis auf die Geographie und die zeitgenössische Karte“)
- The Mines of Moria („Die Minen von Moria“). Diese Erzählung sollte sich von dem Abenteuer des Hobbit am Einsamen Berg stärker unterscheiden, daher führt der Weg durch die Minen von Moria. Die Geschichte endet hier an Balins Grab.

## Band 7
The Treason of Isengard: The History of The Lord of the Rings, Part Two („Isengards Verrat: Die Geschichte des Herrn der Ringe, Teil 2“) setzt die Erzählung fort, beginnt aber zunächst mit den Ereignissen, die dazu führten, dass Gandalf nicht zur Verabredung mit Frodo in Hobbingen erschien. Er befasst sich mit der Entstehung des zweiten Buches des Herrn der Ringe und endet in Rohan. Verschiedene Versionen von Elronds Rat und erste Versuche, eine Landkarte für die Handlung des Herrn der Ringe zu schaffen, sind zwei interessante Bereiche des Buches.
- Foreword („Vorwort“)
- Gandalf’s delay („Gandalfs Verspätung“). Zunächst sind hier noch erhebliche Unterschiede zur späteren Fassung des Herrn der Ringe zu finden. So ist es nicht Gandalf, der Frodo rät, Hobbingen zu verlassen, sondern Frodos eigene Entscheidung, als er über ein Jahr lang nichts von Gandalf gehört hatte. Dieser hatte vom Auftauchen der Schwarzen Reiter (später Nazgûl genannt) gehört und war auf dem Weg zu Frodo. Er verpasst ihn und trifft auf Trotter. Hier stellte sich Tolkien die Frage, wer ist das eigentlich? Mal war er ein Hobbit, dann ein Elb aus Elronds Haushalt oder ein Mensch mit dem Namen Aragorn. Eine dieser Beschreibungen lautet:

“He was a hunter and wanderer. He became a friend of Bilbo. He knew Gandalf. He was intrigued by Bilbo’s story, and found Gollum. When Gandalf went off on the last perilous quest – really to find out about Black Riders and whether the Dark Lord would attack the Shire – he arranged with Trotter to go towards the Shire and keep a lookout on the road from East. He gives Aragorn a letter to Frodo. Aragorn pretends he is a Ranger and hangs about Bree.”

„Er war ein Jäger und Wanderer. Er wurde ein Freund Bilbos. Er kannte Gandalf. Er war fasziniert von Bilbos Geschichte und fand Gollum. Als Gandalf zu seiner letzten gefährlichen Reise aufbrach – um tatsächlich etwas über die Schwarzen Reiter herauszufinden und auf welche Art der Dunkle Herrscher versuchen würde das Auenland anzugreifen – arrangierte er mit Streicher, dass der dorthin geht, um die Straße nach Osten zu beobachten. Er gibt Aragorn einen Brief für Frodo. Aragorn gibt sich als Waldläufer aus und treibt sich in der Nähe von Bree herum.“

Aber was hat Gandalf so lange aufgehalten? Tolkien war sich zu dieser Zeit darüber noch nicht sicher. Daher folgen hier mehrere zum Teil chronologische Entwürfe und ausführliche Anmerkungen.

### The fourth Phase (Die vierte Phase)
- From Hobbiton to Bree („Von Hobbingen nach Bree“)
  - Chapter I: A Long-expected Party („Ein langerwartetes Fest“; in völlig überarbeiteter Fassung)
  - Chapter II: Ancient History („Vorgeschichte“) mit der Geschichte von Smeagol, Deagol und dem Ringfund
  - Chapter III: Three is Company („Drei sind eine Gesellschaft“). Hier taucht erstmals Pippin als einer der Hobbits auf.
  - Chapter IV: A Short Cut to Mushrooms („Ein Abstecher zu den Pilzen“) in unveränderter Form (Phase 3)
  - Chapter V: A Conspiracy Unmasked („Eine Verschwörung wird aufgedeckt“)
  - Chapter VI: The Old Forest („Der Alte Wald“) mit kleinen Namensänderungen
  - Chapter VII: In the House of Tom Bombadil („Im Haus Tom Bombadils“), keine wesentlichen Änderungen
  - Chapter VIII: Fog on the Barrow-downs („Nebel auf den Hügelgräberhöhen“). Anmerkungen zu den Kapiteln
- From Bree to the Ford of Rivendell („Von Bree zur Furt von Bruchtal“)
  - Chapter IX: At the Sign of the Prancing Pony and The Cow Jumped over the Moon („Beim Schild des Tänzelnden Ponys und die Kuh sprang über den Mond“). Das Gedicht von der Kuh wurde in Band 6 schon als The Cat and the Fiddle („Die Katze und die Fidel“) erwähnt.
  - Chapter X: At the Sign of the Prancing Pony. All that is gold does not glitter („Alles was Gold ist, muss nicht glänzen“), ist eine zweite Version mit dem Gedicht über Streicher, als geheime Botschaft Gandalfs, damit Frodo Aragorn erkennt.
  - Chapter XI: A Knife in the Dark („Ein Messer im Dunklen“)
  - Chapter XII: Flight to the Ford („Flucht zur Furt“) inklusive Troll-Gedicht. Anmerkungen zu den Kapiteln
- Of Hamilcar, Gandalf and Saruman („Von Hamilcar, Gandalf und Saruman“). Hamilcar (später Fredegar) Bolger ist ein Hobbit, der Im Krickloch auf Gandalf wartet. Hier wird auch die Gefangennahme Gandalfs durch Saruman und seine Befreiung durch die Adler erwähnt. Aber auch die Ereignisse in Bree werden erneut beschrieben. Anmerkungen
- Bilbo’s Song at Rivendell („Bilbos Lied in Bruchtal“)
  - Chapter XII later XIII: The Council of Elrond („Der Rat von Elrond“) mit den Gedichten Errantry („Verirrungen oder Irrfahrt“) und The Mariner („Der Seefahrer“ in mehreren Versionen). Anmerkungen
- The Council of Elrond, in drei unterschiedlichen Entwürfen inklusive des prophetischen Traumes über das geborstene Schwert von Boromir, der ihn nach Imladris (Bruchtal) führt.
  - Gandalf’s Tale („Gandalfs Erzählung“), warum Gandalf aufgehalten wurde. Anmerkungen
- The Council of Elrond Version fünf
  - Gandalf’s Tale („Gandalfs Geschichte“ mit Anmerkungen)
  - Besonderheiten zu Thror und Thrain
- The Ring goes South („Der Ring geht nach Süden“)
  - Chapter XV: Cut out converse in garden („Ausschnitt aus der Unterhaltung im Garten“). Hier geht es um die Zusammensetzung der Gruppe, die Frodo begleiten soll. Als Hobbits Frodo und Sam, Gandalf der Zauberer, Legolas der Elb, Erestor der Halbelb, für die Menschen Aragorn und Boromir und für die Zwerge Gimli. Das sind aber erst acht, daher wird überlegt, zumindest Pippin nach Hause zu schicken und Merry mitzunehmen. Schließlich sind es die neun Gefährten, wie sie auch im Herrn der Ringe erscheinen. Erestor fällt also weg und Merry und Pippin gehen mit. Es folgt die Erzählung bis zum Pass des Caradhras (Rothornpass). Anmerkungen
- The Mines of Moria 1: The Lord of Moria („Die Minen von Moria: Der Herr von Moria“) setzt die Erzählung fort, als die Gefährten merken, dass sie den Pass nicht überqueren können. Hier wird auch die älteste Zeichnung vom Tor von Moria beschrieben. Gimli zitiert das Gedicht über Durin (den Urvater der Zwerge von Moria). Es endet wieder am Grab Balins. Anmerkungen
- The Mines of Moria 2: The Bridge („Die Brücke“), hier geht die Geschichte nach langer Unterbrechung und Überarbeitung weiter.
  - The Mines of Moria. Am Grab Balins setzt die Handlung wieder ein, als die Gefährten in den verwitterten Fragmenten eines Buches lesen, das von den Ereignissen in Moria berichtet. Es endet, als Gandalf gefallen ist und sie die Minen verlassen haben. Anmerkungen
- The Story Foreseen from Moria („Wie die Geschichte von Moria aus weitergeht“)
  - Sketch of Plot („Inhaltsskizze mit Anmerkungen“)
- Lothlórien
  - Lothlórien. Es folgt der Weg von Moria bis in die Wälder Lothlóriens. Hier singt Legolas das Lied über Nimlothel (später Nimrodel). Anmerkungen
- Galadriel
  - The Mirror of Galadriel („Galadriëls Spiegel“)
  - Anmerkungen mit einem Lied Frodos und Sams über Gandalf und seinen Tod in Moria
- Farewell to Lothlórien („Abschied von Lothlórien“). Überblick über die geplante weitere Handlung in mehreren Entwürfen. Das Gedicht Namárië in Quenya. Anmerkungen
  - Zusatzinformationen zum Namen Elessar (Elbenstein) für Aragorn
- The first Map of the Lord of the Rings („Die erste Karte des Herrn der Ringe“). Ausführliche Beschreibungen der Karten
  - The original element in the First Map („Die Originalelemente in der ersten Karte“)
  - The 1943 Map („Die Karte von 1943“)
  - The redrawn maps in this book („Die Neuzeichnung der Karte in diesem Buch“)
  - Maps I and I (A)
  - Map II
  - Maps III (A) and III
  - Maps IV (A) to IV (E)
  - No Man’s Land and the Dead Marshes („Das Niemandsland und die Totensümpfe“). Anmerkungen
- The Story Foreseen from Lórien („Wie die Geschichte von Lórien aus weitergeht“)
  - The Scattering of the Company („Der Zerfall der Gesellschaft“)
  - Mordor (Der Weg von Frodo, Sam und Gollum)
  - Gorgoroth (‚Ebene des Schreckens‘), wie Frodo zum Feuerberg gelangt. Ein Entwurf
  - Sketch for the Gate of Minas Morgul („Entwurf für das Tor von Minas Morgul“ ‚Turm des Magiers‘). Anmerkungen
- The Great River („Der Große Fluss“) zeichnet noch einmal die Ereignisse auf der Reise von Lothlórien bis zum Tol Brandir (‚Riesenkopf‘, der Felsen an den Raurosfällen) nach.
  - Anmerkungen und erweiterte Erklärungen zum Aufenthalt in Lothlórien
- The breaking of the Fellowship („Der Zusammenbruch der Gemeinschaft“), was am Amon Hen (‚Berg des Auges‘) geschah bis zur Erwägung von Boromirs Tod. Anmerkungen
- The departure of Boromir („Boromirs Abgang“)
  - Sketch-plan of the scene of the Breaking of the Fellowship („Skizze der Szene vom Zerfall der Gemeinschaft“). Anmerkungen
- The Riders of Rohan („Die Reiter von Rohan“). Überblick über die Ereignisse in Rohan, als Aragorn, Legolas und Gimli die Orks verfolgen. Anmerkungen
  - Chronologischer Ablauf
- The Uruk-hai („Die Uruk-hai“)
  - Brief Outline („Kurze Übersicht“) mit Anmerkungen
- Treebeard („Baumbart“). Hier folgen Entwürfe, in denen beispielsweise Aragorn allein die Verfolgung der Orks aufnimmt und er Boromir (hier nicht gestorben), Legolas und Gimli nach Minas Tirith schickt.
  - Anmerkungen mit den Originalworten in Entisch (Sprache der Ents ‚Baumhirten‘) und dem Lied von den Entfrauen
- Anmerkungen zu unterschiedlichen Themen
- The White Rider („Der Weiße Reiter“). Von der Wiederbegegnung mit Gandalf. Anmerkungen
- The Story Foreseen from Fangorn („Wie die Geschichte vom Fangornwald aus weitergeht“). Vom Fangornwald bis zur Halle Théodens in Edoras (Rohan). Anmerkungen
- The King of the Golden Hall („Der König der Goldenen Halle“). Anmerkungen
- Appendix of Runes („Anhang zu den Runen“) Beschreibung und Erklärung zu den Schriftzeichen
  - The Elvish Alphabets („Die Alphabete der Elben“)
  - The Alphabet of Dairon („Das Alphabet Dairons“)
  - Runes of Moria („Die Runen von Moria“)

## Band 8
The War of the Ring: The History of The Lord of the Rings, Part Three („Der Ringkrieg: Die Geschichte des Herrn der Ringe, Teil 3“) setzt die Erzählung fort. Er beginnt mit der Zerstörung Isengards und reicht bis zur Unterredung mit Saurons Mund am Morannon (‚Schwarzes Tor‘). Das Buch enthält einige Originalzeichnungen Tolkiens.
- Foreword („Vorwort“)

### The Fall of Saruman
(Part one / Teil 1 / „Der Fall Sarumans“)
- The destruction of Isengart („Die Zerstörung Isengards“) ist eine chronologische Auflistung der Ereignisse, die sich nach dem Eintreffen von Gandalf, Aragorn, Legolas und Gimli in Edoras abspielten. Bis zu ihrem Aufbruch mit König Théoden nach Isengard
- Helm’s Deep („Helms Klamm“) beginnt mit der Erzählung von der Schlacht an der Isenfurt und berichtet von der Verteidigung der Hornburg in Helms Klamm.
- The Road to Isengart („Die Straße nach Isengard“). Von Helms Klamm durch den plötzlich hinter Helms Damm entstandenen Wald nach Isengard, mit ausführlichen Erläuterungen.
- Flotsam and Jetsam („Treibgut und Strandgut“), was bei der Zerstörung und Flutung in Isangard geschieht und Anmerkungen
- The Voice of Saruman („Sarumans Stimme“) berichtet von der Unterredung zwischen Saruman und Gandalf und dem Palantir, den Grima vom Turm herab wirft, mit Anmerkungen
- The Palantír („Der Palantír“). Über den Sehenden Stein von Orthanc, das Bündnis Sarumans und Saurons und den Blick Pippins in den Palantír. Erläuterungen

### The Ring goes South
(Part two / Teil 2 / „Der Ring geht nach Süden“)
- The Taming of Gollum („Die Zähmung Gollums“) beginnt mit der Wanderung von Frodo und Sam durch die zerklüfteten, felsigen Sarn Gebir (‚Steinspitzen‘) wo sie auf Gollum treffen und ihn überwältigen. Es endet mit Gollums Treueschwur auf den Schatz (Ring).
  - Anmerkungen und Erklärungen zum chronologischen Ablauf der Ereignisse
- The Passage of the (Dead) Marshes („Die Durchquerung der Totensümpfe“) berichtet darüber, wie Sam auf Gollums gespaltene Persönlichkeit aufmerksam wird, als dieser sich scheinbar mit einem Anderen unterhält. Es enthält auch ein kleines Lied, das Gollums Song heißt.
  - Anmerkungen und Erklärungen zum chronologischen Ablauf der Ereignisse
- The Black Gate is closed („Das Schwarze Tor ist geschlossen“). Daher entscheidet sich Frodo für den Weg nach Süden, denn Gollum hat ihm erzählt, dass es noch einen Weg nach Mordor gibt, Kirith Ungol, den ‚Spinnenpass‘.
  - Anmerkungen und Erklärungen zum chronologischen Ablauf der Ereignisse
- Of Herbs and Stewed Rabbit („Von Kräutern und geschmortem Kaninchen“). Handelt von der Begegnung mit den Olifanten und den Waldläufern aus Gondor.
  - Anmerkungen und Erklärungen zum chronologischen Ablauf der Ereignisse
- Faramir. Zunächst heißt der Anführer der Männer aus Gondor noch Falborn. Es gibt unterschiedliche Entwürfe, doch die Erzählungen enden abrupt, als die Sprache auf Boromir kommt. Daher erscheint in der dritten und vierten Version Faramir, als Bruder von Boromir. Anmerkungen
- The forbidden Pool („Der Verbotene Teich“) ist der kurze Bericht über Gollum, der am Geheimen Weiher fischt und seine Gefangennahme, mit Anmerkungen.
- Journey to the Cross-roads („Die Reise zum Wegekreuz“)
  - Anmerkungen und Erklärungen zum chronologischen Ablauf der Ereignisse
- Kirith Ungol (‚Spinnenpass‘). Hier wird erzählt, was sich im Tunnel der Spinne ereignet.
  - The Choices of Master Samwise („Die Entscheidungen von Meister Samweis“). Sam ruft in seinem Kampf mit der Spinne unbewusst die Sternenkönigin Elbereth an, die ihm beistehen soll. Hier wird über die Spinne folgendes gesagt:

“Shelob was not as dragons are, no softer spot had she save only in her eyes; not as the lesser breeds of Mirkwood was their dam, and her age-old hide, knobbed and pitted with corruption but ever thickened with layer on layer within, could not be pierced by any blade of Middle-earth, not though elf or dwarf should make it and all runes were written upon it, not though the hand of Beren or of Turin wielded it.”

„Kankra war nicht so wie Drachen, keinen verwundbaren Punkt hatte sie, nur ihre Augen; ihr Panzer war nicht wie der ihrer kleineren Brut im Düsterwald, er war knotig und schartig von Fäulnis, jedoch Schicht um Schicht angewachsen und konnte von keiner Klinge Mittelerdes durchstochen werden, weder wenn Elben oder Zwerge sie gemacht hatten und sie mit allen Runen versehen hatten, noch wenn die Hand Berens oder Turins sie geführt hätten.“

Trotz allem gelingt es Sam, sie zu verjagen.

### Minas Tirith
(Part three / Teil 3)
- Addendum to The Treason of Isengard („Nachtrag zum Verrat Isengards“)
  - The Story Foreseen from Fangorn („Wie die Geschichte von Fangornwald aus weitergeht“). Die Ereignisse aus einem Manuskript, das versehentlich übersehen wurde. Es enthält beispielsweise den Ritt Gandalfs mit Pippin nach Minas Tirith.
  - The Muster of Rohan („Die Heerschau von Rohan“) mit einer kurzen Erklärung zu Dunharg (der Berg, wo die Heerschau stattfand), er ähnelt einem Amphitheater.
  - Sketches for Book Five („Skizzen zu Buch fünf“) in mehreren Entwürfen
  - Anmerkungen und Erklärungen zum chronologischen Ablauf der Ereignisse und zur ergänzenden Karte
- Minas Tirith
  - Book V mit einer Beschreibung von Minas Tirith und dem Berg Mindolluin (‚Blauberg‘). Hier beginnt die Erzählung mit der Ankunft Gandalfs und Pippins in Minas Tirith und ihrem Besuch bei Denethor, dem derzeitigen Thron-Verwalter.
  - Anmerkungen und Erklärungen zum chronologischen Ablauf der Ereignisse
- Many Roads lead Eastward – The Passing of the Grey Company (Viele Straßen führen nach Osten – Die Graue Schar zieht vorüber). Hier wird von Aragorns Weg auf den Pfaden der Toten berichtet. Es folgen Anmerkungen und eine weitere Version.
  - Anmerkungen und Erklärungen zum chronologischen Ablauf der Ereignisse
- The Siege of Gondor („Die Belagerung Gondors“)
  - Anmerkungen und Erklärungen zum chronologischen Ablauf der Ereignisse im Vergleich zum Herrn der Ringe
- The Ride of the Rohirrim („Der Ritt der Rohirrim“) beginnt dort, wo Théoden Dunharg verlässt und enthält die Auflistung der Leuchtfeuer zwischen Minas Tirith und Rohan. Auch die Begegnung König Théodens mit Ghân-buri-Ghân, dem Anführer der Drúmenschen ist hier aufgeführt. Es folgen ausführliche Erklärungen
- The Story Foreseen from Forannest („Wie die Geschichte von Forannest aus weitergeht“). Forannest (‚Westtor‘) ist das westlichst Tor im Rammas Echor, dem umschließenden Wall um Minas Tirith. Anmerkungen
- The Battle of the Pelennor Fields („Die Schlacht auf den Feldern des Pelennor“). Es endet mit dem Lied der Rohirrim, das zur Klage über Théodens Tod gesungen wurde und Erläuterungen.
- The Pyre of Denethor („Denethors Scheiterhaufen“). Die Erzählung über Faramirs Rettung vom Scheiterhaufen seines Vaters und Denethors Tod, mit Anmerkungen.
- The Houses of Healing („Die Häuser der Heilung“). Hier wird über die Ereignisse in den Häusern der Heilung berichtet. Es folgen Anmerkungen.
- The last Debate („Die letzte Unterredung“). Zunächst wird davon erzählt, wie Aragorn die Pfade der Toten passierte und zum Stein von Erech kam, wo er die Armee der Toten rief, die er schließlich bis nach Pelargir (Hafen der Königsschiffe) führte, wo sie Schiffe bestiegen. Dann folgt die eigentliche Debatte, in der Gandalf die Anführer des Westens zum Kampf auffordert. So marschieren sie am Ende zum Schwarzen Tor. Es folgt auch eine Auflistung der Könige von Rohan.
  - Anmerkungen und Erklärungen zum chronologischen Ablauf der Ereignisse
- The Black Gate opens („Das Schwarze Tor öffnet sich“). Es folgt ein kurzer Abriss mit Anmerkungen.
- The second Map („Die zweite Karte“) mit ausführlicher Beschreibung und Anmerkungen

## Band 9
Sauron Defeated: (The History of The Lord of the Rings, Part Four) („Sauron Besiegt: Die Geschichte des Herrn der Ringe, Teil 4“) setzt die Geschichte des Herrn der Ringe bis zum Ende fort. Er enthält zusätzlich eine umfangreiche Abhandlung über die adûnaïsche Sprache.
- Foreword („Vorwort“)

### The End of the Third Age
(Part one / Teil 1 / „Das Ende des Dritten Zeitalters“)
- The Story of Frodo and Sam in Mordor („Die Geschichte von Frodo und Sam in Mordor“) ein kurzer Ausflug zu den ersten Aufzeichnungen dieser Ereignisse bis zur endgültigen Version.
  - The chronology of writing („Eine Chronologie des Schreibens“) mit Anmerkungen
  - The rejected preliminary version of ‘The March of Aragorn and defeat of the Haradrim’ („Die abgelehnte vorläufige Version von ‚Der Marsch Aragorns und der Sieg über die Haradrim‘“)
- The Tower of Kirith Ungol („Der Turm von Kirith Ungol“) erzählt von der Ereignissen im Turm nach der Durchquerung von Kankras Tunnel. Es enthält das Lied, das Sam dort auf der Treppe gesungen hat, als er Frodo nicht finden konnte. Anmerkungen
- The Land of Shadow („Das Land des Schattens“) berichtet über die Reise von Frodo und Sam in Mordor. Anmerkungen auch zur Geographie und chronologisches Verzeichnis der Ereignisse
- Mount Doom („Der Schicksalsberg“). Hier folgt die Geschichte von der Zerstörung des Einen Ringes. Anmerkungen und Erklärungen zum chronologischen Ablauf der Ereignisse
- The Field of Kormallen („Das Feld von Kormallen“). Es wird von den großen Adlern berichtet und ein Vergleich zur Aufgabe der Adler im Ersten Zeitalter. Ebenso von der Rettung von Frodo und Sam durch die Adler Gwaihir (‚Windherr‘) und Landroval (‚Breitflügel‘) und der anschließenden Lobpreisung der Hobbits durch die Menschen von Gondor und Rohan. Das Feld von Kormallen taucht allerdings im gesamten Text nicht auf, sondern ist erst auf der letzten Seite des Manuskripts eingefügt worden.
  - The Story Foreseen from Kormallen („Wie die Geschichte von Kormallen aus weitergeht“) ist als kurzer Ausblick angefügt.
- The Steward and the King („Der Truchsess und der König“) enthält die Begegnung von Faramir und Éowyn in den Häusern der Heilung und die Übergabe der Stadt durch Faramir an Aragorn, sowie dessen Krönung. Es gibt hier zwei Versionen des Krönungsliedes von Aragorn: „Et Ëarello Endorenna lendien. Símane maruvan, ar hildinyar, kenn’ Iluve-metta!“ und „Et Ëarello Endorenna nilendie. Sinome nimaruva yo hildinyar tenn’ Ambar-metta!“, die aber beide besagen: „Aus dem großen Meer bin ich nach Mittelerde gekommen. Hier werde ich bleiben und verweilen und meine Erben ebenso, bis zum Ende der Welt.“ Anmerkungen und Erklärungen zum chronologischen Ablauf der Ereignisse
- Many Partings („Viele Abschiede“) berichtet über die Rückreise der Hobbits und die Trennung von ihren Freunden, die sie nicht bis zum Auenland begleiten. Es endet mit ihrer Ankunft in Bruchtal. Anmerkungen und Erklärungen zum chronologischen Ablauf der Ereignisse
- Homeward Bound („Heimgekehrt“) erzählt vom Rest des Weges bis ins Auenland. Anmerkungen
- The Scouring of the Shire („Die Säuberung des Auenlandes“). Hier folgt die Erzählung, wie die Hobbits mit Gandalf im Auenland ankommen, wo er sich von ihnen trennt. Das Land ist aber nun von Sarumans Schergen besetzt, doch sie befreien es schließlich im Battle of Bywater („Schlacht von Wasserau“). Anmerkungen
- The Grey Havens („Die Grauen Häfen“) erzählt von Sams Hochzeit mit Rosie und davon, wie er den Inhalt des Kästchens, das er von Galadriel in Lothlórien bekam, ausstreut und so für reiche Ernten im Folgejahr sorgt; bis hin zur Abreise der Ringträger von den Grauen Anfurten
- The Epilogue (Nachwort) in zwei Ausführungen
- Appendix: Drawings of Orthanc and Dunharrow („Anhang: Zeichnungen vom Orthanc und von Dunharg“)

### The Notion Club Papers
(Part two / Teil 2 / „Die Papiere des Klubs der Denker“) Eine Novelle von J. R. R. Tolkien über die Geschichten der Inklings („Tintenkleckser“), einer kleinen Gruppe von Fantasy-Autoren und Gelehrten, deren Erzählungen unter anderem denen aus The Lost Road ähneln.
- Introduction („Einleitung“)
- Foreword and List of Members („Vorwort und Liste der Mitglieder“)
  - Beyond Probability or ‘Out of the Talkative Planet’ („Jenseits des Möglichen oder ‚Außerhalb des Redseligen Planeten‘“)
  - Preface to the Inklings / The List of Members („Vorwort zu den Inklings / Die Liste der Mitglieder“)

1. Michael George Ramer, Professor of Finno-Ugric Philology (der Erzähler, ein Professor für finnougrische Philologie)
2. Rupert Dolbear, Research Chemist. Spitzname Mitleidloser Rufus (ein Philologe und Chemiker)
3. Nicholas Guildford, Archaeologist. The Club reporter. (Archäologe und Klubreporter)
4. Alwin Arundel Lowdham, Lecturer in English Language. Chiefly interested in Anglo-Saxon, Icelandic, and Comparative Philology, Spitzname Arry, (Lektor in englischer Sprache. Hauptinteressen sind Angelsächsisch, Isländisch und vergleichende Philologie)
5. Philip Frankley, the poet, is intolerant of all things Northern or Germanic (der Dichter, er lehnt alle Germanischen und Nordischen Dinge ab)
6. Wilfrid Trewin Jeremy, Lecturer in English Literature (Lektor in englischer Literatur, spezialisiert auf Geistergeschichten und Zeitreisen)
7. James Jones, schoolmaster, journalist, and playwright (Schulmeister, Journalist und Bühnenstückschreiber)
8. Dr. Abel Pitt, Bishop of Buckingham. Scholar, occasional poet (Bischof von Buckingham. Gelehrter und Gelegenheitsdichter)
9. Colombo Arditi, Professor of Italian, collects books and cats (Professor für Italienisch, er sammelt Bücher und Katzen)
10. Dom Jonathan Markison, Polymath (Universalgelehrter)
11. Sir Gerard Manface, Lawyer and Mountaineer (Rechtsanwalt und Bergwanderer)
12. Ranulph Stainer, expert in banking and economics (Bank- und Wirtschaftsexperte)
13. Alexander Cameron, modern historian, specially interested in Spanish and South American history (moderner Historiker, besonders für spanische und südamerikanische Geschichte)
14. John Jethro Rashbold, undergraduate, Classical scholar; apprentice poet. (Student, Altertumswissenschaftler, Dichterlehrling)

- The Notion Club Papers Part One („Die Beiträge Teil 1“)
  - Leaves from The Notion Club Papers („Blätter des Denkerklubs“) beginnt mit der Nacht 51 am 16. November 1986 (fiktives Datum, hier muss man mindestens vierzig Jahre abziehen, da Tolkien zu dieser Zeit schon verstorben war. In der Geschichte The Notion Club Papers werden sie im Jahr 2012 von einem Mr. Howard Green im Keller der Examination Schools at Oxford gefunden.) Die Erzählung ist zum großen Teil in Dialogform verfasst, so als befände man sich selbst in der Gruppe der Mitglieder des Klubs. Die Treffen finden einmal pro Woche statt und normalerweise trägt eines der Mitglieder dort eine Geschichte vor, die er selbst verfasst hat. Es endet mit der Nacht 61 (Donnerstag, 27. Februar 1987).
  - Ausführliche Anmerkungen. Hier weist Christopher Tolkien auf eine merkwürdige Übereinstimmung der Ereignisse der Geschichte zur späteren Realität hin:

“The Great Storm of June 12th, 1987: my father’s ‚prevision‘ was only out by four months. The greatest storm in living memory struck southern England, causing vast damage, on October 16th, 1987.”

„Der Große Sturm vom 12. Juni 1987: Die ‚Vorhersage‘ meines Vaters weicht hier nur um vier Monate ab. Der größte Sturm, der in lebhafter Erinnerung blieb, traf den Süden Englands mit verheerenden Zerstörungen am 16. Oktober 1987.“

- The Notion Club Papers Part Two („Die Beiträge Teil 2“)
  - Fortsetzung beginnend mit der Nacht 62, Donnerstag, 6. März 1987. Nacht 67 enthält ein Gedicht The Death of Saint Brendan („der Tod des Heiligen Brendan“) und die Erzählung über King Sheave. Es endet mit der Nacht 70, Donnerstag, 2. Oktober 1987
  - Ausführliche Anmerkungen. Hier ist noch eine Version des Gedichts über Saint Brendan mit dem Titel Imram abgedruckt.
- Major Divergences in Earlier Versions of Part Two („Bedeutende Abweichungen in früheren Versionen von Teil 2“)
  - The earlier versions of Night 66 („Die frühere Version der Nacht 66“) mit Anmerkungen
  - The original version of Lowdham’s ‘Fragments’ („Die Originalversion von Lowdhams Fragmenten“) Nacht 67. Hier geht es um den Inhalt eines Traumes mit Fragmenten von Worten in Quenya, wie ihn schon Alboin in The Lost Road hatte
  - The earlier versions of Lowdham’s ‘Fragments’ in Adunaic („Die frühere Version von Lowdhams Fragmenten in Adûnaisch“) Nacht 67. Der Inhalt ist ähnlich, aber der Text im Traum ist Adûnaisch
  - Earlier versions of Edwin Lowdham’s Old English text („Die frühere Version von Edwin Lowdhams Alt-Englischem Text“). Hier ist der Traumtext in Alt-Englisch wiedergegeben.
  - The page preserved from Edwin Lowdham’s manuscript written in Númenórean script („Die Seite von Edwin Lowdhams Manuskript in númenórischer Schrift“, die erhalten blieb) enthält Abschriften der Erzählung in númenórischer Schrift also Tengwar-Schriftzeichen.

### The Drowning of Anadûnê
(Part three / Teil 3 / „Der Untergang von Anadûnê“ ‚Númenor‘)
- The third version of The Fall of Númenor („Die dritte Version vom Untergang Númenors“) verknüpft mit den Lost Tales
  - The Last Tales. The Fall of Númenor. („Die Letzten Erzählungen. Der Fall Númenors“) mit Anmerkungen
- The original text of The Drowning of Anadûnê („Der Originaltext“) mit Anmerkungen
- The second text of The Drowning of Anadûnê („Der zweite Text“)
  - The Drowning of Anadûnê
  - Commentary on the second version (ausführlicher „Kommentar zur zweiten Version“)
- The final form of The Drowning of Anadûnê („Die endgültige Form“) ist nur ein kurzer Text mit ausführlichen Anmerkungen
- The theory of the work („Die Theorie dieses Werkes“) berichtet über Elben, Menschen und den ewigen Kampf zwischen Gut und Böse oder Schatten und Licht, sowie die Herkunft der Elben, Alfen aus der Nordischen Mythologie. In den Anmerkungen werden auch direkte Bezüge der Erzählung zu Europa und Asien herausgestellt und das Land des Erwachens der Menschen als Mesopotamien angegeben.
- Lowdham’s Report on the Adunaic Language („Lowdhams Bericht über die Adunaische Sprache“)
  - Adunaic („Adunaisch“) enthält Vergleiche zwischen den Wurzeln der Sprachen Adunaisch und Nimrian (Sprache der Westmenschen).
  - General Structure („allgemeine Struktur“)
  - Consonants („Konsonanten“) und ihre Aussprache
  - The Adunaic Vowels („Die Adunaischen Vokale“) zunächst gab es nur A, I, U und AI, AU
  - Various other forms or modifications occurred („Unterschiedliche Formen oder Modifikationen erschienen“). So auch Präfix, Suffix und die Unterdrückung des Stammvokals oder die Längung, A-infixion (A-Anbindung, A, AI, AU) und N-infixion (N-Anbindung, AN, IN, UN)
  - Contact of vowels („Vokal-Vokal Kontakt“) Aus 'u+a' wird beispielsweise 'uwa' oder aus 'i+u' wird 'iyu'
  - Declension of nouns („Deklination der Substantive“) mit einigen Beispielen in Tabellenform
  - Masculine, Feminine, and Common Nouns („männliche, weibliche und sächliche Nomen“)

Kurz nach diesem Eintrag endet der Bericht Lowdhams, es folgen einige Fußnoten, und einige weitere Deklinationsbeispiele aus anderen Notizen Tolkiens.

## Band 10
Morgoth’s Ring: The Later Silmarillion, Part One („Das spätere Silmarillion“) hat noch einmal die Ereignisse vom Anbeginn der Zeit zum Inhalt, aber es gibt auch Einblicke in das Leben und die Bräuche der Elben.
The Legends of Aman, Foreword („Die Legenden von Aman, Vorwort“)

### Ainulindalë
(Part one / Teil 1 / Ainulindalë) mit einer Einleitung.
- The Music of the Ainur and the Coming of the Valar („Die Musik der Ainur und das Kommen der Valar“) ist die Version vom Anfang der Welt, die Pengolod der Weise Ælfwine auf Tol Eressëa (Einsame Insel) erzählt. Vergleiche → Band 1. Hier sind mehrere Entwürfe vorhanden.
  - Anmerkungen
  - Commentary on the Ainulindalë text C („Kommentar zur Ainulindalë Text C“) hier wird Version B mit C verglichen.
  - Version D mit einer besonders schönen Titelseite teilweise in Tengwar-Schriftzeichen
  - Commentary on the Ainulindalë text D („Kommentar zur Ainulindalë Text D“)

### The Annals of Aman
(Part two / Teil 2 / Die Annalen von Aman)
- First section of the Annals of Aman („Erster Abschnitt der Annalen von Aman“) hier erzählt Rúmil vom Kommen der Valar.
  - This is drawn from the work of Quennar Onótimo. Of the Beginning of Time and its Reckoning. („Dies ist dem Werk Quennar Onótimos entnommen. Vom Anbeginn der Zeit und der Zeitrechnung.“)
  - The First Year of the Valar in Arda („Das erste Jahr der Valar in Aman“) ist chronologisch aufgebaut. Die Zeitrechnung beginnt mit dem Jahr ihrer Ankunft, das nächste Ereignis ist im Jahr 1500 als Tulkas ihnen nach Arda folgt, da er vom Krieg gegen Melkor gehört hat. 3400, die Valar leben in Almaren (Segensreich), einer kleinen Insel im Urkontinent, in der Nähe der Leuchte Illuin (die Silberblaue). 3450, Melkor zerstört die Leuchten Illuin und Ormal (Goldlicht) und der Kontinent zerbricht. 3500, die Valar haben Valinor gegründet und die Pelóri (Umkreishöhen) aufgeschichtet. Die Zwei Bäume des Lichts entstehen mit Yavannas Hilfe.
  - Anmerkungen mit unterschiedlichen Umrechnungen für die Datumsangaben. Anfangs entspricht ein Valisches Jahr (VJ) 10 Sonnenjahren (SJ). Am Ende ist 3500 (VJ) identisch mit 33530 (SJ), also 1 (VJ) = 9,58 (SJ).
  - Commentary on the first section of the Annals of Aman („Kommentar zum ersten Abschnitt“).
- Second section of the Annals of Aman („Zweiter Abschnitt der Annalen von Aman“).
  - Here begins a new Reckoning in the Light of the Trees („Hier beginnt eine neue Zeitrechnung im Licht der Bäume“). Im Jahr 1000 im Jahr der Bäume (JB) halten die Valar einen Rat ab, daraufhin sammelt Yavanna in den Jahren 1000–1050 das Licht von Telperion (Silbriger) und formt daraus die Sterne, zuletzt die Valarkirka (Sichel der Valar), das Sternbild des Großen Bären. In diesem Augenblick erwachen die Elben. 1085 (35 JB entspricht 335 SJ später) entdeckt Orome die Elben und bezeichnet sie als Eldar (Sternenleute), sie selbst aber nennen sich Quendi (die Sprechenden). 1099 wird nach einer langen Belagerung Melkors Festung Utumno aufgebrochen und Melkor gefangen genommen. Hier endet die erste Schlacht des Westens gegen den Norden.
  - Commentary on the second section of the Annals of Aman („Kommentar zum zweiten Abschnitt der Annalen von Aman“).
- Third section of the Annals of Aman („Dritter Abschnitt der Annalen von Aman“).
  - The Chaining of Melkor („Die Einkerkerung Melkors“) im Jahr 1100 (JB). 1105 folgen die meisten Elben dem Aufruf der Valar und begeben sich auf die Wanderung nach Valinor. 1115 erreichen sie den großen Fluss, der später Anduin heißt. 1125 bis 1128 kommen sie nach Beleriand. 1130 Elwë verirrt sich im Wald und trifft auf die Maia Melian. 1133 ist das Jahr der Ankunft der ersten Elben in Aman. Es sind alle Vanyar und viele der Noldor. Die Teleri kommen später ca. 1150 zusammen mit Olwë, der sie nun anstelle von Elwë anführt. Die Einsame Insel, Tol Eressëa, wird für die Teleri in der Bucht vor Aman errichtet. 1162 Alqualondë, der Schwanenhafen, entsteht.
  - Anmerkungen
  - Commentary on the third section of the Annals of Aman („Kommentar zum dritten Abschnitt der Annalen von Aman“)
- Fourth section of the Annals of Aman („Vierter Abschnitt der Annalen von Aman“)
  - Das Haus Finwë und seine Nachfahren. 1179 wird Fëanor als erster Sohn Finwës und Byrde Míriels geboren, die kurz danach dahinscheidet. Die ersten Edelsteine werden von Elbenschmieden zu Juwelen verarbeitet und Rúmil erfindet die Schriftzeichen der Elben. 1190 Fingolfin wird geboren, der Sohn Finwës und seiner zweiten Frau Indis.[18] 1230 Finrod (später Finarfin), der Sohn Fingolfins, erblickt das Licht der Welt. 1250 entwickelt Fëanor eigene Buchstaben (die Fëanorische Schrift) und beginnt die Eigenschaften der Juwelen zu erforschen. Die ersten Zwerge (Naugrim oder Nornwaith) kommen über das Blaue Gebirge nach Beleriand und freunden sich mit den dortigen Elben an. 1280 heiratet Finrod die Teleri-Elbin Ëarwen, die Tochter Olwës aus Alqualondë. So wurden Finrods Kinder zu Verwandten König Thingols in Beleriand. 1350 kommen auch einige der Avari (Ablehner, Elben die nicht nach Aman gingen) nach Beleriand, ihr Anführer ist Denethor. Aus ihnen werden die Grünelben oder Waldelben Mittelerdes. Sie sind Freunde von Thingol, berichtet Pengoloð. 1400 Melkor beteuert, dass er von nun an nur noch Gutes tun wird und kommt aus Mandos frei, muss aber in Valinor bleiben. 1450 Fëanor stellt die Silmaril her, die auch das Wunder von Aman genannt werden. 1450 bis 1490 beginnt Melkor mit seinen Intrigen, sät Zweifel und schürt die Unzufriedenheit der Noldor. 1495 zieht sich Melkor nach Arvalin (außerhalb von Valinor) zurück und verbündet sich mit Ungoliant. Sie zerstören gemeinsam die Zwei Bäume.
  - Anmerkungen
  - Commentary on the fourth section of the Annals of Aman („Kommentar zum vierten Abschnitt der Annalen von Aman“)
- Fifth section of the Annals of Aman („Fünfter Abschnitt der Annalen von Aman“) berichtet über die Bitte Yavannas an Fëanor den Valar die Silmaril auszuhändigen, in denen ein Teil des Lichts der Zwei Bäume eingeschlossen ist. Doch Fëanor verweigert es. Melkor stiehlt die Silmaril, tötet Finwë und flieht nach Mittelerde.
  - Of the Speech of Fëanor upon Túna („Von der Ansprache Fëanors auf dem Berg Túna“). Hier nun die verhängnisvollen Worte, die als Fëanors Eid bekannt sind:

“This swear we all: death we will deal him ere Day’s ending, woe unto world’s end! Our word hear thou, Eru Allfather! To the everlasting Darkness doom us if our deed faileth. On the holy mountain hear in witness and our vow remember, Manwë and Varda!”

„Dies schwören wir alle: den Tod werden wir ihm bringen ehe der Tag endet, Leid bis zum Ende der Welt. Höre unsere Worte, Eru Allvater! Verdamme uns zu immerwährender Dunkelheit, wenn unser Vorhaben misslingt. Auf dem heiligen Berg höret als Zeugen und erinnert euch unseres Eides, Manwë und Varda!“

- - Of the First Kin-slaying and the Doom of the Noldor („Vom Ersten Sippenmord und dem dunklen Schicksal der Noldor“) ist als der Sippenmord von Alqualondë in die Geschichte eingegangen. 1496 stehlen die Noldor die Schiffe der Teleri, von denen sie viele töten und verlassen Valinor. 1497 erreichen sie Mittelerde (Beleriand) und vernichten die Schiffe.
  - Anmerkungen
  - Commentary on the fifth section of the Annals of Aman („Kommentar zum fünften Abschnitt der Annalen von Aman“)
- Sixth and last section of the Annals of Aman („Sechster und letzter Abschnitt der Annalen von Aman“)
  - Of the Moon and the Sun. The Lighting of Endar, and the Hiding of Valinor („Von Mond und Sonne. Die Beleuchtung Mittelerdes und die Verhüllung Valinors“). Damit enden die Annalen von Aman.
  - Anmerkungen

### The later Quenta Silmarillion
(Part three / Teil 3 / Die späteren Erzählungen von den Silmaril).
- The first Phase („Die erste Phase“) Hier beginnt das Silmarillion oder die Geschichte von den Silmaril.
  - Of the Valar („Von den Valar“)
  - Of Valinor and the Two Trees („Von Valinor und den Zwei Bäumen“)
  - Of the Coming of the Elves („Vom Kommen der Elben“)
  - Of Thingol and Melian („Von Thingol und Melian“)
  - Of Eldanor and the Princes of the Eldalië („Von Elbenheim und den Prinzen der Eldar“)
  - Of the Silmarils and the Darkening of Valinor („Von den Silmaril und der Verdunklung Valinors“)
  - Of the Flight of the Noldor („Von der Flucht der Noldor“)
  - Of the Sun and Moon and the Hiding of Valinor („Von Sonne und Mond und der Verhüllung Valinors“)
- The second Phase / Die zweite Phase. Die Abschnitte sind jeweils mit Kommentaren versehen.
  - The Valaquenta („Die Valaquenta ‚Sage von den Valar‘“)
  - The Earliest Version of the Story of Finwë and Míriel („Die erste Version der Geschichte von Finwë und Míriel“)
  - Laws and customs among the Eldar („Gesetze und Bräuche der Eldar“)
    - Of the marriage laws and customs of the Eldar, their children, and other matters touching thereon („Vom Heiraten, den Gesetzen und den Bräuchen der Eldar, ihre Kinder, und andere Belange, die sie berühren“)
    - Of Naming („Von den Namen“)
    - Of Death and the severance of Fëa and Hrondo („Vom Tod und der Trennung von Fëa ‚Seele‘ und Hrondo ‚Körper‘“)
    - Of Re-birth and other dooms of those that go to Mandos („Von der Wiedergeburt und anderen Schicksalen jener die nach Mandos gehen“)
    - Of the severance of marriage („Von der Ehescheidung [durch den Tod]“).
    - Anmerkungen.
    - Version B mit weiteren Erklärungen.

  - Later Versions of the Story of Finwë and Míriel („Die spätere Version der Geschichte von Finwë und Míriel“), wie sie in der Quenta Silmarillion steht.
    - Of Finwë and Míriel, mit Anmerkungen.

  - Of Fëanor and the Unchaining of Melkor („Von Fëanor und der Loskettung Melkors“)
  - Of the Silmarils and the Unrest of the Noldor („Von den Silmaril und der Unrast der Noldor“) mit Kommentaren.
  - Of the Darkening of Valinor („Von der Verdunklung Valinors“) mit Kommentaren zur Weiterentwicklung und zur endgültigen Version.
  - Of the Rape of the Silmarils („Vom Raub der Silmaril“)
  - Of the Thieves’ Quarrel („Die Querelen wegen des Diebstahls“) und Anmerkungen zu den Datumsangaben

### Athrabeth Finrod ah Andreth
(Part four / Teil 4 / The Debate of Finrod and Andreth / Die Debatte zwischen Finrod und Andreth) beginnt mit einer Einleitung. Finrod ist hier Finrod Felagund, der älteste Sohn Finarfins und ein Freund des Menschengeschlechts aus dem Hause Beors, des Alten. Es folgt ein Stammbaum, der bis zu Beren Erchamion (dem Einhänder) reicht. Andreth ist eine Weise Frau aus dem Hause Beors, die sich sehr gut mit dem Schicksal der Menschen auskennt.
- Athrabeth Finrod ah Andreth. In dieser Debatte geht es um die unterschiedlichen Schicksale von Elben und Menschen, die ihnen von Ilúvatar (Allvater/Gott) vorherbestimmt wurden. Die Unsterblichkeit der Elben und die kurze Lebensspanne der Menschen. Finrod Felagund befindet sich als Gast im Hause Belemirs, des Sohnes von Boron, dem kürzlich verstorbenen Anführer der Beorninger. Andreth ist die Tochter Belemirs und sie treffen dort aufeinander um diesen Verlust zu beklagen.

So beginnt die Diskussion quasi mit Finrods Worten: „Ich bin sehr betrübt, Andreth, über das schnelle Dahinscheiden Eurer Leute. Und nun ist auch Boron, der Vater Eures Vaters gegangen; und auch wenn er alt war, für menschliche Verhältnisse, wie Ihr sagt, so habe ich ihn doch viel zu kurz gekannt. Es erscheint mir selbst als eine sehr kurze Zeitspanne, seit ich Beor das erste Mal im Osten dieses Landes gesehen habe, aber nun ist er gegangen und auch sein Sohn und sogar schon seines Sohnes Sohn.“
Andreth beklagt, dass die Menschen sterblich sind und der Schatten (Bedrohung durch Melkor) schwerer auf ihnen lastet, als auf den Elben, die lange Zeitalter hindurch im Segensreich Aman leben durften und nicht durch Krankheiten sterben können. Doch Finrod sagt, dass das Schicksal der Menschen nicht durch den Schatten bestimmt wird, sondern von Eru Ilúvater vorgegeben wurde. Andreth bezweifelt dies und behauptet, dass das nicht von Anfang an so gewesen ist, sondern Melkor Einfluss darauf genommen hat. Finrod erklärt ihr erneut, dass es in ihrer Natur liegt, und genau das dem Willen Erus entspricht. Andreth sagt, dass Adanel (die Weise Frau aus dem Hause Marach) ihr erzählte, dass Menschen nicht immer so kurzlebig gewesen seien, sondern erst durch den Dunklen Herrscher dazu verdammt wurden. Finrod stimmt ihr in diesem Punkt zu, denn auch die Elben in Mittelerde spüren, dass sie schneller altern und schwächer werden, doch ändert das nichts an ihrem Schicksal. Aber Andreth meint, das sei es nicht, was sie sagen wollte, sondern: „Wir wurden weder für den Tod gemacht, noch geboren um jemals zu sterben. Der Tod wurde über uns gebracht.“ Und nicht einmal das Licht Amans könnte sie retten.
Finrod ist sehr weise und er erkennt die listigen Lügen Melkors, die sich hinter den Worten von Andreth verbergen. (Um Zwietracht zu säen zwischen Menschen und Elben.) Er erklärt Andreth, dass der ‚Tod‘ an sich nicht schlecht ist, sondern dieser Name erst durch Melkors Taten einen üblen Ruf erhalten habe. Auch viele Elben hätten den Tod, bei dem Versuch die Kinder Erus gegen Melkor zu beschützen, erlitten. Doch Andreth wirft ein, dass es trotz allem nicht dasselbe sei, denn Elben können wiedergeboren werden und erneut auf Arda leben, während das den Menschen nicht vergönnt sei. Egal wie gut oder schlecht, wie stark, tapfer oder schwach und zerbrechlich ein Mensch auch sei, am Ende erwartet ihn immer der Tod, Elben könnten diesem Schicksal aus dem Wege gehen. Finrod fragt sie daher, ob sie daher so mutlos sei und keine Hoffnung habe. Doch Andreth möchte nicht mit ihm darüber sprechen.
Finrod erklärt ihr, dass der große Unterschied zwischen Elben und Menschen eigentlich nur die Lebensspanne sei, denn auch den Elben sei ein Ende bestimmt, denn ihr Leben ist an die Fortdauer Ardas gebunden. Somit ist auch das Schicksal der Elben ungewiss und ohne Hoffnung. Andreth ist darüber sehr erstaunt. Und Finrod sagt, dass es nicht unbedingt leichter sei, ein lang anhaltendes, schweres Los zu ertragen, als wenn sich das Schicksal schnell erfüllt. Und er fragt, ob sie glaube, dass Melkor es bewirkt habe, dass die Menschen sterblich wurden. Andreth bejaht das. Doch Finrod erklärt, wenn das so wäre, dann wäre all ihre Mühe tatsächlich umsonst, denn wenn Melkor die Macht hätte das Schicksal eines ganzen Volkes zu verändern, dann würden die Kinder Erus untergehen und mit ihnen auch die Valar in Aman. Und Andreth sagt, dass die Menschen längst wüssten, dass der Namenlose (Melkor) der Herrscher der Welt sei. Nein, sagt Finrod, nicht einmal aussprechen sollte man solche Worte. Denn noch immer sei Eru der Herr über diese Welt und nicht Melkor, den er selbst erschaffen hat. Manwë ist sein Verwalter. Und niemand außer Eru selbst wäre in der Lage das Los der Menschen zu verändern. Er fragt Andreth, ob sie etwas über das Erwachen der Menschen wisse, und an die Zeit vor dem Sterben.
Andreth weiß das aber nicht. Finrod sagt, dass es doch die Valar wissen müssten, aber Andreth entgegnet, die Valar hätten kein Interesse an den Menschen. Finrod jedoch meint, dass die Menschen vielleicht zu mächtig seien, um von den Valar geführt zu werden, weil Eru ihnen die Selbstbestimmung über ihr Handeln gegeben habe und damit verbunden eine kürzere Lebensspanne. Doch Andreth beharrt darauf, dass Menschen nicht für den Tod gemacht worden seien. Sie debattieren über die Einheit von Körper und Geist und ob die Menschen quasi nur als Gäste und für kurze Zeit auf die Erde kommen, die sie immer mit einer anderen Welt vergleichen, wo sie einst gelebt haben, ehe sie, so wie Andreth es annimmt, sterblich wurden.
Finrod fragt sie, woher diese Erinnerungen stammen mögen, die sie scheinbar schon bei ihrer Geburt hatten. Doch auch darauf weiß Andreth keine Antwort. Die Debatte wendet sich einer neuen Sichtweise zu, denn nun glaubt Finrod zu erkennen, dass die eigentliche Zeit der Menschen erst kommen wird, wenn die Erschaffung von Arda, so wie die Ainur sie gesehen haben, vollendet ist. Und der sagt: „Dies also, so sage ich vorher, war der Auftrag der Menschen, nicht die Folger, sondern die Erben und Erfüller von allem: um das Martyrium von Arda zu heilen, bereits schattenhaft, bevor sie erdacht wurden; und um noch mehr zu tun, als Agenten der Allmacht Erus: Um die Musik zu erweitern und die Vision von dieser Welt zu überdauern! […] Dem wäre nicht so, wenn uns alles in einer Vorschau erzählt worden wäre, bevor wir eintraten!“ Denn nun hat Finrod eine neue und hoffnungsvolle Vision, in der die Elben in einer Neuen Welt für immer glücklich leben werden, und die Menschen werden dort mit ihnen leben.
Also fragt Finrod, ob Andreth angesichts dieser Erkenntnis keine Hoffnung habe, sie aber fragt, was denn Hoffnung bedeutet. Finrod erklärt, dass es zwei elbische Worte für Hoffnung gäbe, das eine sei Amdir (Zuversicht), das andere aber Estel (Urvertrauen), das in der Natur aller Wesen selbst begründet liege. Andreth berichtet, dass die Weisen vermuten, dass der Eine (Eru/Gott) irgendwann selbst Arda betreten und die Menschen und Arda selbst heilen werde. Doch sie bezweifelt das, denn wie kann jemand etwas betreten, was er selbst erdacht hat? Finrod aber sagt, Eru sei allgegenwärtig sowohl in ihr, als auch ebenso außerhalb. Andreth entgegnet, dass es aber etwas anderes sei unsichtbar aber allgegenwärtig oder höchstselbst in seiner Schöpfung anwesend zu sein. Hierauf hat selbst Finrod keine Erklärung. Doch er fragt Andreth ob diese Aussicht ihr nicht einen gewissen Trost biete.
Dann wenden sie sich einem anderen Thema zu, denn Andreth liebt Aegnor, den Bruder von Finrod, und würde nicht die große Schlacht gegen Melkor bevorstehen, so wären sie wohl das erste Paar aus einer Beziehung zwischen Elben und Menschen geworden. Es endet damit, dass Finrod diesen Ort verlässt, um zur Belagerung von Angband auszuziehen, an der auch Aegnor teilnehmen wird. Die letzten Worte von Andreth sind diese: „Wird er dort sein, strahlend und schlank und der Wind ist in seinem Haar? Sagt ihm. Richtet ihm aus, nicht zu leichtsinnig zu sein. Nicht ohne Not die Gefahr zu suchen!“ Und Finrod antwortet: „Ich will es ihm ausrichten. Aber ich möchte auch Dir gern raten nicht zu weinen. Er ist ein Krieger, Andreth, und ein Geist des Zornes. In jedem Streich, den er austeilt, sieht er den Feind, der Dir vor Langem diesen Schmerz zufügte.“ Und im Nachsatz: „Aber du bist nicht von Arda. Wo immer du hingehst, wirst du vielleicht Licht finden. Erwarte uns dort, meinen Bruder – und mich.“
- Ausführliche Anmerkungen und Kommentare folgen.
- Author’s Notes on the ‚Commentary‘ („Anmerkungen des Autors zu den Kommentaren“) inklusive der ‚Tale of Adanel‘ („Erzählung von Adanel“) und weiteren Erklärungen
- Appendix: ‚The Converse of Manwe and Eru‘ and later conceptions of Elvish reincarnation. („Anhang: ‚Die Konversation von Manwe und Eru‘ und spätere Konzepte der elbischen Reinkarnation“)

### Myths transformed
(Part five / Teil 5 / veränderte Mythen)
- Von der Flachen Erde als Grundlage der Mythologie und die Annalen von Aman
- Von der Erschaffung von Sonne und Mond
- Was in Valinor nach der Zerstörung der Zwei Bäume geschah
- Von Varda und den Sternen
- Sun The Trees Silmarils („Sonne, die Bäume, Silmarils“)
- Melkor Morgoth
- Notes on motives in the Silmarillion („Anmerkungen zu den Motiven des Silmarillion“) mit Erläuterungen
- Von den Orks und ihrer Erschaffung
- Orks Teil 2
- Orks Teil 3 mit Bezug zur orkischen Sprache
- Aman und die langsame Alterung der Welt
- Aman and Mortal Men („Aman und die sterblichen Menschen“)
- Appendix: Synopsis of the Texts („Anhang: Auflistung der Texte“)

## Band 11
The War of the Jewels: The Later Silmarillion, Part Two („Der Kampf um die Juwelen: Das Spätere Silmarillion, Teil 2“) ist die Fortsetzung von Morgoth’s Ring.
The Legends of Beleriand, Foreword („Die Legenden von Beleriand, Vorwort“)

### The Grey Annals
(Part one / Teil 1 / die Grauen Annalen) sind die Aufzeichnungen der Annalen von Beleriand, so wie die Sindar (Grauelben) von Doriath und den Grauen Häfen sie aufgezeichnet haben. Erweitert durch die Berichte der Elben, die die Zerstörung von Nargothrond und Gondolin überlebten und sich an der Sirionmündung sammelten. Die Berichte sind chronologisch aufgebaut und beginnen im Jahr 1050 (Valarjahr), als Melian von Valinor aus nach Beleriand kam. (Vergleich hierzu die Angaben im Band 10, die Annalen von Aman). 1130 König Elwë Singollo (Elu Thingol), der Anführer der Teleri wird vermisst. 1150 Olwë führt einen Großteil der Teleri nach Valinor. 1152 Elwë erwacht aus einer Art Trancezustand und kehrt mit Melian aus Nan Elmoth (Tal des Sternendunkels) zurück, wo sie die Reste seines Volkes um sich scharen. 1200 bis 1250 In dieser Zeit kommt wahrscheinlich Lúthien zur Welt und die Macht von Elwë und Melian breitet sich über ganz Beleriand aus, so dass die Elben dort alle Sindar genannt werden. 1250 Die Zwerge kommen nach Beleriand. 1300 Menegroth (Viele Grotten), die Halle Thingols und Melians wird erbaut. 1330 kommen auch Orks und andere Kreaturen Melkors nach Beleriand. 1350 Denethor, einer der Telerielben, die auf der langen Wanderung jenseits der Ered Luin (Blaue Berge) mit seiner Gruppe verloren gegangen war, erreicht Beleriand und siedelt sich in Ossiriand (Siebenstromland) an. Diese Elben werden Nandor (Waldelben) oder Grünelben genannt. 1497 Morgoth (Melkor) ist nach Mittelerde zurückgekehrt.
- Of the Coming of the Noldor („Vom Kommen der Noldor“)
  - Excursus on the languages of Beleriand („Ein Abstecher zu den Sprachen Beleriands“) mit ausführlichen Anmerkungen

1498 Morgoth nimmt Maidros (einen Sohn Fëanors, spätere Form: Maedhros) gefangen. 1500 Fingolfin erreicht mit den restlichen Noldor, nach der langen Wanderung über die Helcaraxë, endlich auch Beleriand. Hier beginnt das Zeitalter von Sonne und Mond Jahr 1 (SJ = Sonnenjahre). Fingolfin marschiert im Licht des neuen Mondes in Beleriand ein. Die neue Sonne geht zum ersten Mal (im Westen) auf und überall, wo das Heer Fingolfins auftaucht, erblühen die Blumen, deren Samen Yavanna vor langen Zeitaltern ausgestreut hatte. Die Menschen erwachen und Morgoth verhüllt sein Land (den Norden von Mittelerde) mit dunklen Wolken gegen das Licht der Sonne. 5 Fingon befreit Maidros mit Hilfe von Thorondor (König der Adler) aus der Gefangenschaft, wobei er ihm die rechte Hand abtrennen muss, da er die Kette nicht zerstören kann. 6 Finrod darf das Reich Elu Thingols betreten, da ihre Sippen nahe verwandt sind, Fëanors Söhnen gestattet Thingol dies wegen des durch sie begangenen Sippenmordes aber nicht. 20 Fingolfin lässt das Mereth Aderthad, Fest der Wiedervereinigung der Noldor feiern. 50 Ulmo erscheint Inglor (Finrod) und Turgon im Traum, und übermittelt ihnen Botschaften. 52 Inglor und Galadriel leben in Doriath, wo Inglor von Thingol von den Höhlen am Narog erfährt. 53 Ulmo gibt sich Turgon zu erkennen und gibt ihm den Rat allein in die Berge zu gehen und dort im Verborgenen Gondolin zu gründen.
- The Third Battle („Die dritte Schlacht“), die auch Dagor Aglareb (Ruhmreiche Schlacht) genannt wird. 60 bis 445 herrscht relative Ruhe, Angband wird belagert und Morgoth schmiedet Pläne. Turgon führt sein Volk nach Gondolin und die Stadt wird ausgebaut. Isfin (die Weiße), Schwester Turgons, verlässt Gondolin und heiratet Eöl (der Dunkle) und sie bekommen einen Sohn, der Maeglin genannt wird. Zwischen 370 und 390 werden die Menschen Beor, Haleth (der Jäger, später Haldad) und Hador geboren.
- The fell Year („Das Jahr der Schrecken“) beginnt 455 mit der Dagor Bragollach (Schlacht des Jähen Feuers) und dem ersten Erscheinen von Glaurung dem Drachen. Barahir (ein Mensch aus dem Hause Beors) rettet Inglor (Finrod Felagund) und bekommt als Dank dessen Ring geschenkt mit der Zusage, den Menschen seines Volkes in der Not beizustehen. 456 Fingolfin kämpft gegen Morgoth und stirbt. Thorondor rettet seinen Körper, ehe Morgoth ihn an seine Wölfe verfüttern kann.
- In diesen Abschnitten werden die Ereignisse des Lay of Leithian, der Narn I Chîn Húrin und der Fall von Gondolin (siehe Band 2) wiedergegeben. 464 Beren kommt nach Doriath und Túrin wird Geboren. 470 Dior, der Sohn Lúthiens und Berens wird als erster der Halbelben (halb Elb, halb Mensch) geboren. 472 ist das Jahr der verhängnisvollen Nírnaeth Arnoediad (Schlacht der ungezählten Tränen).
- Kommentare

### The later Quenta Silmarillion
(Part two / Teil 2 / das spätere Silmarillion)
- Of Men („Von den Menschen“)
- Of the Siege of Angband („Die Belagerung Angbands“)
- Of Beleriand and its Realms („Beleriand und seine Reiche“) mit ausführlichen Beschreibungen der Geographie
- Of Turgon and the Building of Gondolin („Von Turgon und der Gründung Gondolins“)
- Concerning the Dwarves („Die Zwerge betreffend“)
  - Of the Naugrim [and] („Von den Naugrim ‚Zwergen‘“)
  - Of the Edain („Und den Edain ‚Menschen‘“)
- Of the Coming of Men into the West („Vom Kommen der Menschen in den Westen“)
  - Of the Coming of Men into the West and the Meeting of the Edain and the Eldar („Vom Kommen der Menschen in den Westen und dem Zusammentreffen der Menschen und Eldar ‚Hoch-Elben‘“)
  - Of the Kindreds and Houses of the Edain („Von den Verwandtschaftsverhältnissen der Häuser der Edain“)
  - Zusammenfassung wichtiger Änderungen der Namen und Kommentare
  - The new genealogies of the Edain („Die neue Abstammungslinie der Edain“)
    - The House of Beor („Das Haus Beor“)
    - The House of Hador („Das Haus Hador“)
    - The Haladin („Die Haladin oder das Haus Haldad beziehungsweise später das Haus Haleth“)
- Of the Ruin of Beleriand and the Fall of Fingolfin („Vom Ruin Beleriands und der Fall Fingolfins“)
- The Last Chapters of the Quenta Silmarillion („Die letzten Kapitel der Quenta Silmarillion“)

### The Wanderings of Hurin
(Part three / Teil 3 / die Wanderungen Húrins) erzählt von den Ereignissen nach der Freilassung Húrins durch Morgoth, nachdem Húrin all das Leid mitangesehen hatte, das seiner Familie zugefügt worden war. Beispielsweise Túrins und Nienors schweres Los und deren Tod.
- The Wanderings of Húrin. Es beginnt im Jahr 500 (SJ); Húrin kommt frei. 501 er erreicht Nargothrond und sucht nach der Verborgenen Stadt Gondolin. Es folgt ein kurzer Rückschritt, die Geschichte startet erneut im Jahr 490 mit ausführlichen Schilderungen.
- Anmerkungen
- Einige lose Seiten zum gleichen Thema
- Ælfwine and Dírhavel („Ælfwine und Dírhavel“ (‚der Vertrauenswürdige‘)), Dírhavel ist ein Dichter der Menschen, der die Narn I Chîn Húrin verfasst haben soll.
  - Turin Turumarth („Turin, der Schicksalsbezwinger“), wie Ælfwine die Erzählung aufschrieb mit Anmerkungen.
- Maeglin, ein ausführlicher Bericht über Maeglin und seinen Vater Eol mit Anmerkungen.
- Of the Ents and the Eagles („Von den Ents und den Adlern“) ist nur ein kurzer Text mit Anmerkungen.
- The Tale of Years (die Erzählung eher Auflistung der Jahre) enthält mehrere chronologische Verzeichnisse der Ereignisse.
- A note on Chapter 22 Of the Ruin of Doriath in the published Silmarillion („Eine Anmerkung zu Kapitel 22 vom Ruin von Doriath in der veröffentlichten Form des Silmarillion“)

### Quendi and Eldar
(Part four / Teil 4 / Quendi and Eldar)
- Quendi and Eldar (Sprechende Personen und Sternenvolk)
  - A. The principal linguistic elements concerned („Die wichtigsten sprachlichen Elemente betreffend“)
  - B. Meanings and use of the various terms applied to the Elves and their varieties in Quenya, Telerin, and Sindarin („Bedeutung und Verwendung der verschiedenen Begriffe bezogen auf die Elben und ihre Unterschiede in Quenya, Telerin und Sindarin“)
  - C. The Clan-names, with notes on other names for divisions of the Eldar („Die Namen der Clans, mit Hinweisen auf andere Namen für die Sippen der Eldar“)
  - Appendix A. Elvish names for Men („Anhang A. Elbische Namen für die Menschen“)
  - Appendix B. Elvish names for the Dwarves („Anhang B. Elbische Namen für die Zwerge“)
  - Appendix C. Elvish names for the Orcs („Anhang C. Elbische Namen für die Orks“)
  - Appendix D. *Kwen, Quenya, and the Elvish (especially Noldorin) words for ‚Language‘ („Anhang D. *Kwen, Quenya und die Elbischen (speziell Noldorin) Worte für ‚Sprache‘“)
- Note on the ‚Language of the Valar‘ („Anmerkung zur ‚Sprache der Valar‘“)
  - The examples that Pengolodh gives are as follows („Die Beispiele, die Pengolod im Folgenden gibt“) mit Anmerkungen Pengolods
- Author’s Notes to Quendi and Eldar („Hinweise des Autors zu Quendi and Eldar“)
- Editorial Notes („Anmerkungen des Editors“)
- Appendix („Anhang“)
  - The legend of the Awaking of the Quendi ‚Cuivienyarna‘ („Die Legende vom Erwachen der Quendi“)

## Band 12
The Peoples of Middle-earth (Die Völker von Mittelerde) befasst sich mit der Entstehung der Anhänge zum Herrn der Ringe, der Herkunft der Zwerge oder mit Glorfindel, aber auch mit der Veränderung der Elbensprachen im Laufe der Zeit. Es enthält darüber hinaus zwei unvollendete Geschichten, die zur Mythologie von Mittelerde zählen.
Foreword („Vorwort“)
Note on the text („Anmerkungen zum Text“)

### The Prologue and the appendices
(to the Lord of the Ring / Part one / Teil 1 / das Vorwort und die Anhänge des Herrn der Ringe).
- The Prologue („Die Einleitung“) mit Beispielen für Veränderungen im Text und Anmerkungen.
- The Appendix on Languages („Anhang zu den Sprachen“). Es geht hier auch darum, in welcher Sprache der Hobbit oder der Herr der Ringe von Bilbo und Frodo verfasst wurden, mit Erläuterungen.
  - The Languages at the end of the Third Age („Die Sprachen am Ende des Dritten Zeitalters“)
  - On Translation („Zu den Übersetzungen“)
  - Family names („Familiennamen“ (der Hobbits))
  - Hobbit (Wortbedeutung)
  - Personal names („Vornamen“). Hier folgt ein Abschnitt über die Menschen von Rohan und einige ihrer Bezeichnungen, da die Sprache der Hobbits mit dem Rohirrischen verwandt sein soll.
  - Anmerkungen und Kommentare
  - Note on an unpublished letter („Anmerkungen zu einem nicht veröffentlichten Brief“)
  - Weitere Sprachen und Schriftzeichen (der Abschnitt hat keine eigene Überschrift) mit weiteren Anmerkungen
- The Family Trees („Familienstammbäume“)
  - Baggins of Hobbiton („Die Beutlins aus Hobbingen“)
  - Bolger of Budgeford („Die Bolgers aus Balgfurt“)
  - Boffin of the Yale or Northope („Die Boffins aus Yale oder Nordhobbingen“)
  - Brandybuck of Buckland („Die Brandybocks aus Bockland“)
  - Took of Great Smials („Die Tuks aus Großsmials“)
  - The Longfather-tree of Master Samwise („Der Langvater-Zweig von Meister Samweis“)
  - Anmerkungen
- The Calendars („Die Kalender“). Übersicht über die Kalendarien vom Auenland und Bree.
  - The Calendar (der Aufbau des Kalenders)
  - New Era („Neue Zeitrechnung“) vom Beginn des Vierten Zeitalters an besonders in Gondor mit Anmerkungen.

- The History of the Akallabêth („Die Geschichte der Akallabêth“), dem Untergang Númenors.
  - Second Age („Zweites Zeitalter“) beginnend mit Elros Tar Minyatur (Erstkönig) von Númenor
  - Note on the marriage of Míriel and Pharazôn („Anmerkungen zur Heirat von Míriel und Pharazôn“)
  - Weitere Hinweise
- The Tale of Years of the Second Age („Die Geschichte der Jahre des Zweiten Zeitalters“)
  - Time Scheme („Zeitschema“)
  - Of the Tale of Years in the latter ages („Von den Erzählungen der neueren Zeitalter“). Behandelt quasi nur die Zeitalter nach dem Erwachen der Menschen. Es ist aufgeteilt in zwei inhaltlich ähnliche Abschnitte mit den jeweiligen Zeittafeln.
  - Anmerkungen
- The Heirs of Elendil („Die Erben Elendils“). Eine Zusammenfassung der Annalen aus dem Buch der Könige und der Rolle der Truchsesse Gondors.
  - The Heirs of Elendil („Die Erben Elendils“)
  - The Northern Line of Arnor: the Isildurioni („Die nördliche Linie von Arnor: die Isildurier“)
  - The Chieftains of the Dunedain („Auflistung der Anführer der Dúnedain des Nordens“)
  - The Southern Line of Gondor: the Anarioni („Die südliche Linie von Gondor: Die Anarioner“)
  - The Ruling Stewards of Gondor („Die regierenden Truchsesse von Gondor“)
  - Kommentare
  - The Stewards of Gondor („Die Truchsesse von Gondor“)
  - The Line or the House of Dol Amroth („Die Linie oder das Haus von Dol Amroth“)
- The Tale of Years of the Third Age
  - Of the History of the Third Age little is known („Über die Geschichte des Dritten Zeitalters ist nur wenig bekannt“). Eine kurze Chronik.
  - The Third Age („Das Dritte Zeitalter“). Ausführliche Beschreibung mit Anmerkungen.
  - Note on changes made to the manuscript of the Tale of Years (Hinweise zu den Änderungen im Manuskript T4).
    - The Stoors („Die Starren“ (ein Hobbitvolk))
    - Saruman
    - Gollum
    - The return of Sauron to Mordor („Die Rückkehr Saurons nach Mordor“)
    - The Dwarves („Die Zwerge“)
- The Making of Appendix A („Wie Anhang A entstand“)
  - The Realms in Exile („Die Reiche im Exil“ (in Mittelerde))
  - The Tale of Aragorn and Arwen („Die Erzählung von Aragorn und Arwen“). Die ausführliche Schilderung, wie es dazu kam, dass Aragorn achtzehn Jahre lang in Imladris lebte, ohne Arwen dort anzutreffen. Wie sie sich kurz nach seinem zwanzigsten Geburtstag dort begegneten und weitere interessante Berichte aus Aragorns Leben. Anmerkungen.
  - The House of Eorl („Das Haus von Eorl“). Über Eorl den Jungen und die Eorlingas oder die Rohirrim. Cirions Eid, die Gründung Rohans und die Liste der Könige von Rohan. Anmerkungen.
  - Durin’s Folk („Durins Volk“). Von den Zwergen. Ausführliche Berichte über die Zwerge aus Durins Volk und Anmerkungen.
    - Note on the date of the Quest of Erebor („Bemerkungen zum Datum des Abenteuers vom Erebor“)

### Late Writings
(Part two / Teil 2 / spätere Aufzeichnungen)
- Einleitung zu den nach 1967 datierten Texten
- Of Dwarves and Men („Von Zwergen und Menschen“). Hier geht es zunächst um die Sprache der Zwerge, die der Vala Aule eigens für sie entwickelt hat. Sie ist daher nicht mit der Sprache der Quendi (Elben) verwandt. Zwerge bringen ihre eigene Sprache keinem anderen Volk bei, sie haben nur sehr wenige Ausnahmen von dieser Regel gemacht. Sie selbst sind in der Lage, andere Sprachen schnell zu lernen, weshalb sie für gewöhnlich die Gemein-Sprache Mittelerdes (das Westron) oder die Elbensprache (Sindarin) benutzen. Dann wird über die Freundschaft von Zwergen und Menschen berichtet, wie sie beispielsweise in Thal (eine Stadt der Nordmenschen) und den Zwergen vom Erebor (einsamer Berg, besonders aus dem Hobbit bekannt) herrschte. Die Namen, die sich die Zwerge in der Öffentlichkeit geben, entstammen der Sprache der Nordmenschen, wie sie sich in ihrer eigenen Sprache, dem Khuzdul nennen, ist nur ihrem eigenen Volk bekannt. Ihre Schrift leitet sich von den elbischen Runen, den Cirth (Kerbzeichen) ab, wie sie im Buch von Mazarbul (Bücherhalle) verwendet werden.
  - Relations of the Longbeard Dwarves and Men („Beziehungen zwischen den Langbärten und den Menschen“). Die Väter der Zwerge, die Aulë erschaffen hat, waren sieben. Daher gibt es auch sieben Zwergenfamilien, unter anderem die Feuerbärte, Eisenfäuste, Steifbärte, Schwarzlocken und Steinfüße. Allen gemeinsam sind die langen Bärte. Es wird hier über ihre Handelsbeziehungen zu den Menschen berichtet.
  - The Atani and their Languages (die Zweitgeborenen und ihre Sprachen), ist ein Abschnitt über die Mundarten der Menschen, besonders die der drei Völker, die bis nach Beleriand kommen und sich mit den dortigen Elben anfreunden. Es wird aber auch über die Drúedain (Wildmenschen oder Puckelmänner) berichtet. Es folgen ausführliche Anmerkungen.
- The Shibboleth of Fëanor („Das Schibboleth (Erkennungsmerkmal) Fëanors“) oder die Abwandlung der Sprache durch Fëanor.
  - The case of the Quenya change of Þ to s. („Der Prozess des Wandels von Quenya Þ zu s“). Míriel, die Mutter Fëanors wird auch Þerindë (die Stickerin) genannt. Als sie als erste der Elben überhaupt an körperlicher Schwäche stirbt (als eine der Unsterblichen im unsterblichen Land Aman), und Fëanors Vater Finwë wieder heiratet ist Fëanor darüber sehr bestürzt. Aus Liebe zu seiner Mutter und Eifersucht auf seine Halbgeschwister ändert er das 'Þ' ihres Namens als Zeichen seiner Abstammung in 'S' um. Daher wird aus dem Namen nun Serinde.
  - Note on Mother-names („Hinweise zu den Mutternamen“). In Valinor ist es üblich den Elbenkindern zwei Essi (Namen) zu geben, den Vaternamen (oft eine Abwandlung des Namens des Vaters selbst) und einen Mutternamen, der etwas über das Wesen oder den Charakter des Kindes aussagt. Zusätzlich kann ein Elb auch noch einen Epesse (Nachnamen oder Ehrennamen) oder einen Kilmesse (Wahlnamen) tragen.
  - The names of Finwë’s descendants („Die Namen von Finwës Abkömmlingen“). Es beginnt mit einer Herleitung der Namen der Anführer der drei Häuser der Elben. Ingwë (Erstes Wesen), der Fürst der Vanya (Schöne) und hoher König aller Elben, Finwë (Feines Wesen oder Feinhaariges Wesen), der Anführer der Noldor (Geschickte) Elwë (Sternwesen) und Olwë (Traumwesen oder Pflanzenwesen), die Führer der Teleri (Letzte).

  1. Finwë und Míriel (die Strahlende oder Juwelengleiche): Es folgen die Namen von Fëanor, der zunächst Finwë Minya (Erster Finwë) genannt wird, später aber Kurufinwë, Curufinwë oder kurz Curufin (Schlauer und Geschickter Finwë). Sein Muttername war Fëanáro (Feuergeist, aus Fëa = Geist und -nar = Feuer und -o = von), er wurde jedoch meist mit seinem sindarinisierten Namen Fëanor gerufen. (Richtig wäre hier in Sindarin die Form Faenor aus Fae = Geist und -nor = Feuer.)
  2. Finwë und Indis (Frau aus dem ersten, also aus Ingwës Volk): Ihre Töchter sind Findis (Feinsinnige Frau), das ist eine Mischform aus Fin(-we) und (In-)dis und Írime oder auch Íriën (die Begehrenswerte oder Kluge). Ihr Muttername war Lalwendë (die Lachende Maid).
  3. Die Söhne waren Nolofinwë (Weiser Finwë, in Sindarin: Fingolfin, eine Zusammenziehung aus Finwë Nolofinwë) und Arafinwë (Edler Finwe, in Sindarin: Finarfin).
  4. Fingolfins Kinder: Findekáno (Feiner Anführer), Turukáno (Mutiger Anführer), Arákano (Königlicher Anführer) in Sindarin heißen sie Fingon, Turgon und Argon. Seine Tochter ist Írissë (die Begehrte oder Kluge), die auch Faniël oder (S.) Ar-Feiniel (die Weiße Dame) genannt wurde. Die Bedeutung des Namens ist sehr ähnlich zu Arwen (Hohe oder Adlige Frau).
  5. Die Kinder Finarfins: Findaráto Ingoldo (der Feinfühlige, Gelehrte Anführer), der Name hat aber auch die Bedeutung ‚Feinadliger Finwe‘, wie der seines Vaters. Er ist der berühmteste und meistgeliebte Sohn aus dem Hause Finarfin. Angaráto (Eisenheld), Aikanáro (Feuerlanze) und die Tochter Nerwendë Artanis (Hochwohlgeborene Mannmaid, Nerwen setzt sich aus Ner = Mann und -wende = Frau zusammen, Artanis aus Arta = hoch, erhaben und nisse = Frau.), mit dem Beinamen Alatariel (Die Lichtumstrahlte oder Ruhmbekränzte). Die Sindarinnamen lauten Finrod, Angrod, Aegnor und Galadriel. Die Namen Findaráto und Angaráto sind Telerin, da ihre Mutter Indis von den Teleri stammte.

  - The parentage of Gil-galad („Die Abstammung Gil-galads“). Zunächst werden Gil-galad als Sohn und Galadriel als Tochter von Finrod Felagund angegeben. Der Name Finrod ist aber auch lange Zeit für dessen Vater Finarfin in unterschiedlichen Entwürfen im Gebrauch gewesen. Auch berichten die Grauen Annalen, dass Felagund keine Frau hatte, daher also auch keine Kinder. Möglicherweise ist Gil-galad der Sohn von Angrod oder Orodreth, der im Hause Finrods aufwuchs und von diesem adoptiert wurde. Doch bleibt die tatsächliche Abstammung ungeklärt.
  - The Dwarvish origin of the name Felagund („Die zwergische Herkunft des Namens Felagund“). Hier wird auf die Wurzel dieses Namens eingegangen, die aus dem Khuzdul stammt. (Das Wort felakgundu kommt von felak = Werkzeug zur Steinbearbeitung, also Axt, Picke oder Spitzhammer und -gundu = unterirdische Halle.)
  - The names of the Sons of Fëanor with the legend of the fate of Amrod („Die Namen der Söhne Fëanors mit der Legende des Schicksals von Amrod“). Es folgt eine Auflistung der Namen von Fëanors Söhnen und ihrer teilweise schicksalhaften Bedeutung.
  - Ausführliche Anmerkungen
- The Problem of Ros („Das Problem mit Ros“). Tolkien beschäftigte sich in den letzten Jahren seines Lebens besonders mit der geschichtlichen Korrektheit und der Etymologie der benutzten Namen in seiner Erzählung. Da sie in seinen veröffentlichten Werken so vorhanden waren ergaben sich beispielsweise die Komplikationen bei den Namen Elros, Elrond und Amros. Sie geben den Namen ihrer Mutter Elwing wieder. Elros bedeutet in etwa ‚Sternenstaub‘ oder ‚vom Sternenlicht erhellter Meeresschaum‘. Elrond heißt Sternengewölbe. Aber auch der Name Amros, für einen der Söhne Fëanors hat die Endung -ros. Bei El-ros meint ROS = Gischt, Staub, bei Amros jedoch die Farbe Rot, also eher Rostrot und bezieht sich auf die Haarfarbe. Es folgen ausführliche Anmerkungen.
- Last Writings („Letzte Schriftstücke“)
  - Of Glorfindel, Círdan, and other matters („Von Glorfindel, Círdan und anderen Dingen“)
    - Glorfindel (der Goldhaarige). Hier geht es darum, ob Glorfindel aus Gondolin tatsächlich derselbe Elb sein kann, wie Glorfindel aus Rivendell (Imladris / Bruchtal). Denn er starb nach dem Fall Gondolins im Kampf mit einem Balrog. Von Glorfindel stammt auch die Prophezeiung, dass der Hexenkönig (von Angmar, im Herrn der Ringe) nicht durch die Hand eines Mannes getötet werden kann.
    - The five wizards („Die fünf Zauberer“). Ein kurzer Abschnitt über ihre Ankunft, ihre Aufgaben und ihr Handeln in Mittelerde.
    - Círdan (der Schiffbauer). Über ihn wird gesagt, dass er tiefer und weiter in die Zukunft zu blicken vermochte, als selbst Elrond, Galadriel oder Celeborn. Er gehörte zu den Teleri und ihm oblag der Schutz der westlichen Elbenhäfen in Mittelerde.
    - Anmerkungen.

### The Teachings of Pengoloð
(Part three / Teil 3 / die Lehren Pengolods)
- Dangweth Pengoloð (die Antworten Pengolods) auf die Fragen: Manen lambe Quendion ahyane?; wie und warum sich die Elbensprache veränderte und Mana i-coimas Eldaron?; woher das Lembas (Lebensbrot der Elben) stammt. Die Überschrift zu dem Originaltext lautet: ›Dangweth Pengoloð the Answer of Pengolod to Ælfwine who asked him how came it that the tongues of the Elves changed and were sundered.‹ (Die Antworten von Pengolod, die er Ælfwine auf die Frage gab, wie es zu der Veränderung der Elbensprachen gekommen ist.) Es endet mit den Worten: Sin Quente Quendingoldo Elendilenna (So sprach Quendingoldo ‚Pengolod, der Gelehrte der Noldor‘ zu Elendilenna ‚Ælfwine, dem Elbenfreund‘).
- Anmerkungen
- Of Lembas („Über das Lembas“), Erklärungen zum Lebensbrot der Elben mit Anmerkungen.

### Unfinished Tales
(Part four / Teil 4 / unvollendete Erzählungen)
- The new Shadow („Der neue Schatten“). Dies ist der Anfang zu einer neuen Erzählung, die im Vierten Zeitalter, in den Tagen Eldarions, des Sohnes von Aragorn (König Elessar Telcontar), beginnt. Etwa 150 Jahre nach dem Ende des Ringkriegs erscheint ein neuer Schatten über Mittelerde. Die Geschichte vom Kampf zwischen Gut und Böse beginnt aufs Neue.[19]
  - Ausführliche Anmerkungen
- Tal-Elmar (Tal aus der Sternenheimat oder Tal der Sternenhelle?) hier ist keine Übersetzung angegeben, wahrscheinlich entstammt der Name der Sprache der Wilden Menschen von Mittelerde, die im zweiten Zeitalter dort lebten. Númenor war noch nicht untergegangen und einige der Schiffe, die von dieser Insel nach Osten segelten erreichten Anfalas (Langstrand), wo ihre Besatzung an Land ging. Die Geschichte dieser Besetzung wird aus der Sicht dieser Menschenvölker erzählt. Tal-Elmar ist der Name eines Jungen Wildmenschen, der aus einer großen Familie stammt, er hat sechzehn Geschwister und sein Vater heißt Hazard Longbeard (Gefährlicher Langbart). Die meisten aus seiner Familie sind dunkelhäutig, fast schwarz, nur Tal-Elmar ist hellhäutig und weniger jähzornig, als der Rest der Familie. Er wird auch Flint-eye (Feuerauge) genannt, weil ein Glitzern in seinen Augen seinen inneren Zorn verrät, ehe er zum Ausbruch kommt. Es geht um den Konflikt zwischen diesen beiden Menschenrassen. Die Númenórer als Herrscherrasse und die Wildmenschen als Unterlegene. Auch von einer Pest-Epidemie wird berichtet. Die Erzählung endet damit, dass Tal-Elmar sich als Geisel anbietet und auf eines der Schiffe der Númenórer gebracht wird. Aber als Fußnote steht ein kleiner Hinweis, auf Teile der Erzählung, die noch eingefügt werden sollten: „Tal-Elmar“, „Tal-Elmar in Rhovannion“, „Wilderland“, „Anduin the Great River“, „Sea of Rhûn“, and „Ettenmoors“. (Tal-Elmar in Wilderland, am großen Fluss Anduin, dem See von Rhûn und in den Ettenmooren.)
  - Anmerkungen

## Ausgaben und Literatur

### Englische Ausgaben
- J. R. R. Tolkien: The Book of Lost Tales Part I. George Allen & Unwin (HarperCollins), London 1983, ISBN 0-261-10222-2 (archive.org – Leseprobe).
- J. R. R. Tolkien: The Book of Lost Tales Part II. George Allen & Unwin (HarperCollins), London 1983, ISBN 0-261-10214-1 (archive.org – Leseprobe).
- J. R. R. Tolkien: The Lays of Beleriand. George Allen & Unwin (HarperCollins), London 1985, ISBN 0-04-823277-7 (archive.org – Leseprobe).
- J. R. R. Tolkien: The Shaping of Middle-Earth. George Allen & Unwin (HarperCollins), London 1986, ISBN 0-261-10218-4.
- J. R. R. Tolkien: The Lost Road and Other Writings. George Allen & Unwin (HarperCollins), London 1987, ISBN 0-261-10225-7 (archive.org – Leseprobe).
- J. R. R. Tolkien: The Return of the Shadow. George Allen & Unwin (HarperCollins), London 1988, ISBN 0-04-440669-X (archive.org – Leseprobe).
- J. R. R. Tolkien: The Treason of Isengard. HarperCollins, London 1992, ISBN 0-261-10220-6 (archive.org – Leseprobe).
- J. R. R. Tolkien: The War of the Ring. HarperCollins, London 1992, ISBN 0-261-10223-0 (archive.org – Leseprobe).
- J. R. R. Tolkien: Sauron Defeated. HarperCollins, London 1992, ISBN 0-261-10240-0 (archive.org – Leseprobe, 2000, ISBN 0-618-08356-1).
- J. R. R. Tolkien: Morgoth’s Ring. HarperCollins, London 1993, ISBN 0-395-68092-1.
- J. R. R. Tolkien: The War of the Jewels. HarperCollins, London 1994, ISBN 0-261-10324-5.
- J. R. R. Tolkien: The Peoples of Middle-earth. HarperCollins, London 1997, ISBN 0-261-10348-2.
- J. R. R. Tolkien: The History of Middle-earth Index. HarperCollins, London 2002, ISBN 0-00-713743-5.

### Deutsche Ausgaben
- J. R. R. Tolkien: Das Buch der verschollenen Geschichten. Klett-Cotta, Stuttgart 1999, ISBN 3-608-93521-5.
- J. R. R. Tolkien: Das Buch der Verschollenen Geschichten Teil 1. Klett-Cotta, Stuttgart 2007, ISBN 978-3-608-93061-0.
- J. R. R. Tolkien: Das Buch der Verschollenen Geschichten Teil 2. Klett-Cotta, Stuttgart 2007, ISBN 978-3-608-93062-7.